# ИС-2
ИС-2 (Объект 240) — советский тяжёлый танк периода Великой Отечественной войны, являлся самым мощным и наиболее тяжелобронированным из советских серийных танков периода войны.
Аббревиатура ИС означает «Иосиф Сталин» — официальное название серийных советских тяжёлых танков выпуска 1943—1953 годов; индекс 2 соответствует второй серийной модели танка этого семейства. В годы Великой Отечественной войны вместе с обозначением ИС-2 на равных использовалось название ИС-122, в этом случае число 122 означает калибр пушки — основного вооружения боевой машины. Немцы называли его в своих документах КВ-00(ИС). Танки этого типа сыграли большую роль в боях 1944—1945 годов, особенно отличившись при штурме городов. После завершения войны ИС-2 были модернизированы и находились на вооружении Советской армии ВС Союза ССР и впоследствии ВС России до 1993 года. Также танки ИС-2 поставлялись в ряд государств и участвовали в некоторых вооружённых конфликтах после 1945 года.

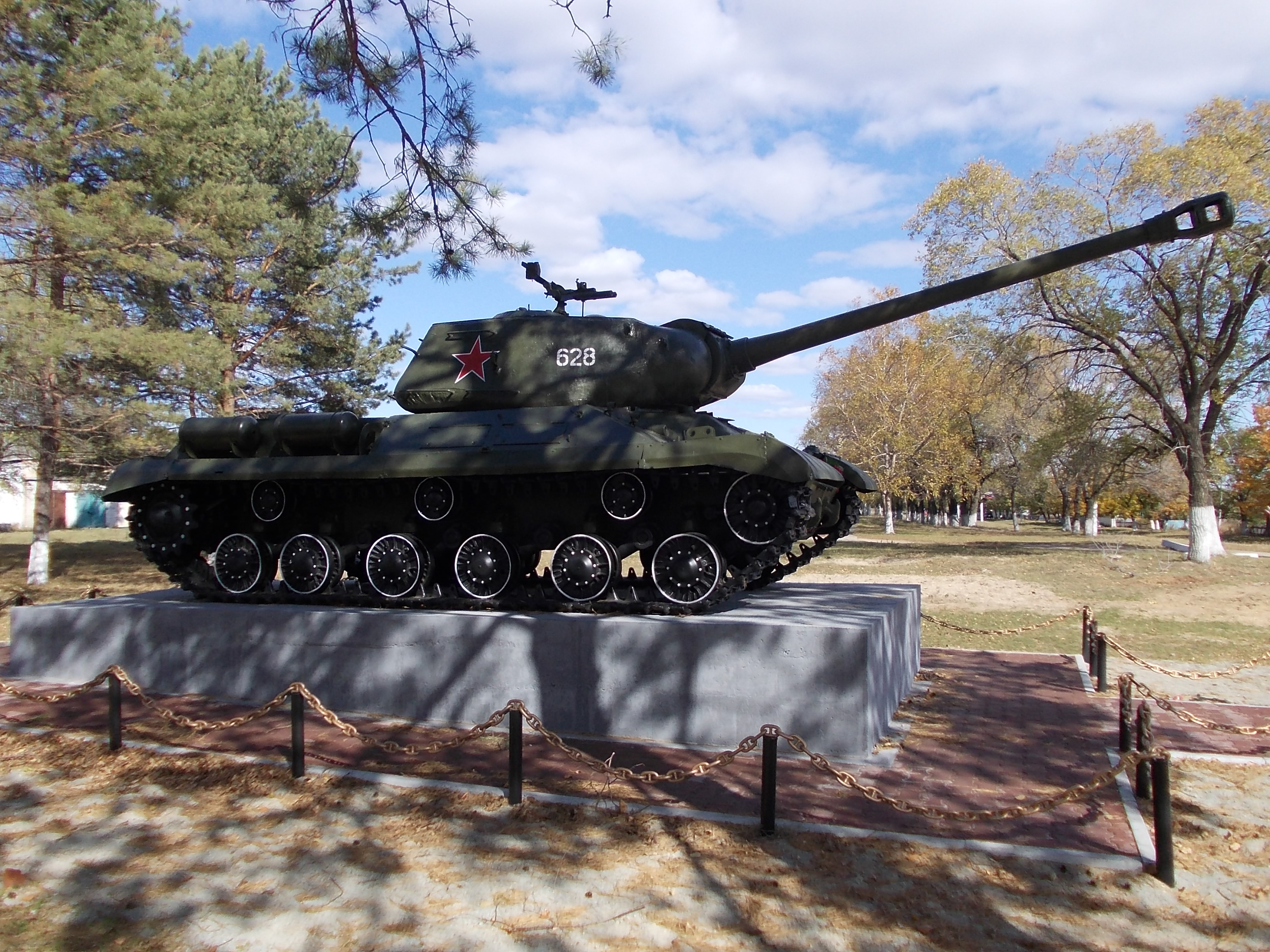
ИС-2 в с. Кукелево Еврейской АО, установленный в сентябре 2017 г.

## История создания
Тяжёлые танки ИС-2, ИС-1-85 (ИС-1) и КВ-85 ведут свою родословную от тяжёлого танка КВ-1/КВ-1С.

### Предпосылки к созданию
ИС-85 (ИС-1) и КВ-85 были приняты на вооружение в сентябре 1943 года, однако уже в конце 1943 года стало ясно, что они обладают недостаточным для тяжёлого танка вооружением. Опыт боевого использования 85-мм пушки Д-5 на противотанковой самоходно-артиллерийской установке СУ-85 и опытные стрельбы по трофейным немецким тяжёлым танкам показали, что орудие Д-5Т не позволяет достичь решительного превосходства над вооружением немецких танков, более того, по своей бронепробиваемости оно уступает немецким 88-мм танковым пушкам и 75-мм пушке KwK 42 L/70, установленной на танке «Пантера». 85-мм пушка Д-5Т на дистанции 500—1000 м калиберным бронебойным снарядом могла пробить лоб немецкого тяжёлого танка «Тигр I» только при попадании, близком к нормали; верхняя лобовая деталь «Пантеры» не пробивалась вовсе. Это ставило новый советский тяжёлый танк в невыгодное положение на фоне постоянно увеличивающейся численности «Пантер» на советско-германском фронте.
Поскольку основным использованием тяжёлых танков был прорыв сильно укреплённых полос обороны противника, насыщенных долговременными и полевыми фортификационными сооружениями, то осколочно-фугасное действие снарядов играло столь же (если не более) важную роль, как и бронебойное. 85-мм снаряды, заимствованные от зенитного орудия 52-К, вообще не имели фугасного варианта (они были осколочными); хотя при установке некоторых типов взрывателей их можно было использовать в качестве фугасных, но их действие было лишь немногим лучше, чем у 76-мм боеприпасов. Этот факт также был проверен самоходной артиллерией — для борьбы с ДОТами и сильными ДЗОТами советские командиры предпочитали СУ-122, а не СУ-85. Однако башня и конструкция монтажа орудия у танка ИС имели значительный резерв по установке более мощных артсистем.

### Выбор вооружения
В сентябре 1943 года известный советский артиллерийский конструктор Ф. Ф. Петров направил письмо главному конструктору ЧКЗ и опытного завода № 100 Ж. Я. Котину о возможности установки в танки ИС артсистем калибра 107, 122 и даже 152 мм. Ж. Я. Котин выбрал для усиления вооружения танка ИС 122-мм пушку А-19. После согласования технических подробностей он получил согласие лично от И. Сталина на установку пушки А-19 в танк ИС.
В конструкторском бюро завода № 9 под руководством Ф. Ф. Петрова А-19 была доработана для установки в танк — её оснастили дульным тормозом для смягчения значительной отдачи, более компактными противооткатными устройствами, перенесли на одну сторону органы управления для удобства наводчика в стеснённом боевом отделении танка. Этот доработанный вариант А-19 получил название Д-25Т, и его массовое производство было запущено на заводе № 9 немедленно. Поначалу в его освоении были трудности, поэтому прорабатывался вопрос об установке в ИС непосредственно пушки А-19. Однако их удалось преодолеть, и в дальнейшем установка А-19 в танк не требовалась.

### Испытания

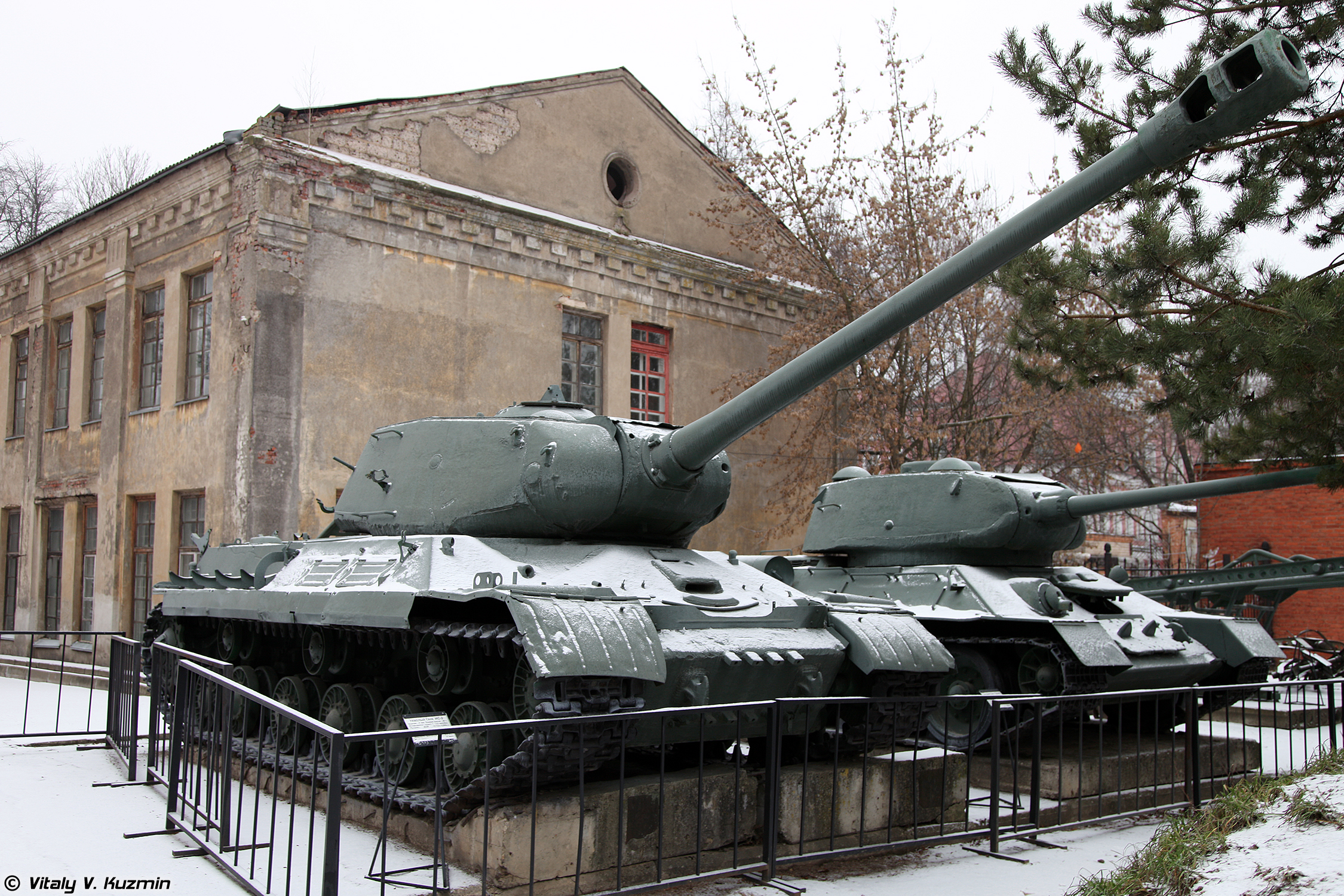
ИС-2 в экспозиции музея «Смоленщина в годы Великой Отечественной войны»

На опытном заводе № 100 прототип пушки Д-25 был установлен на бывший «Объект 237» № 2 — опытный вариант ИС-1 с пушкой Д-5Т. Эта экспериментальная машина получила обозначение «Объект 240». В октябре — ноябре на Чебаркульском полигоне проходили её испытания пробегом и стрельбой. Изначально Д-25 была оснащена Т-образным дульным тормозом, который разорвался при тестовых стрельбах (в некоторых источниках утверждается, что при этом чуть не был убит маршал К. Ворошилов, присутствовавший на испытаниях).
Впоследствии на ИС установили двухкамерный дульный тормоз немецкого типа, а затем завод № 9 разработал свою конструкцию двухкамерного дульного тормоза, который и стал устанавливаться на серийных машинах.
ИС-2 принят на вооружение бронетанковых войск СССР согласно постановлению ГКО № 4479 от 31 октября 1943 года. После успешных испытаний «Объекта 240» поступило распоряжение о немедленном запуске его в серийное производство на ЧКЗ.
В ноябре 1943 года началась сборка первых серийных машин. Новая модификация танка получила индекс ИС-2 (в годы войны с ним на равных использовалось обозначение ИС-122, первые образцы иногда также именовались в частях как КВ-122).
Производство продолжалось с декабря 1943 года по июнь 1945-го, несколько машин этой марки также выпустил ленинградский Кировский завод (на территории Кировского завода в Автово есть танк ИС-2 на постаменте (пр. Стачек, д. 47), танк был установлен на гранитный пьедестал в 1952 году. (арх. С. Р. Гутан); на фронтальной стороне постамента находится бронзовая доска с текстом: «1941—1945. Этот тяжёлый танк установлен здесь в память о славных делах танкостроителей Кировского завода» (арх. Н. Г. Эйсмонт, скульптор Ю. Г. Клюге).
Боевое крещение ИС-2 приняли в начале 1944 года[где?], причём оно было вынужденным, оборвав плановую тщательную подготовку экипажей для новой машины. Продемонстрированные в бою высокие боевые качества сразу же привели к приказу о максимальном увеличении объёмов производства ИС-2. При этом была оборвана тестовая работа, в результате чего на фронт отправилось очень много недоведённых машин, и их выходы из строя послужили причиной большого количества рекламаций из войск. Для обеспечения качества серийных ИС-2 и их совершенствования в начале 1944 года Ж. Я. Котин и ряд его сотрудников был отстранён от конструкторской работы по новым машинам с целью ликвидации дефектов в конструкции ИС-2. Доводка машины проходила тяжело: так, в апреле 1944 года военная приёмка докладывала о том, что существенного улучшения качества выпускаемых на ЧКЗ танков ИС-2 и САУ на его базе не произошло. Однако летом 1944 года проводимая работа по улучшению качества дала первые плоды — около трети выпускаемых танков удавалось сдать приёмке с первого раза, а с ноября 1944 года качество принимаемых танков официально было признано удовлетворительным — Ж. Я. Котин был возвращён на пост главы КБ ЧКЗ и опытного завода № 100. Зимой 1944/1945 гг. рапорты из войск свидетельствовали, что ИС-2 безаварийной работой перекрывают гарантийный километраж в 1000 км. Отлаженный производственный механизм по выпуску ИС-2 привёл к тому, что машины 1945 года выпуска считались довольно надёжными и нетребовательными при эксплуатации.

### Усиление защиты танка
Параллельно с работами по увеличению надёжности велись изыскания по усилению бронезащиты ИС-2. Первый вариант, хоть и был лучшим по бронезащите среди всех советских танков, сравнительно легко поражался 88-мм танковыми и противотанковыми пушками вермахта. 75-мм длинноствольные орудия также представляли для него существенную угрозу. Проанализировав поражения, конструкторы ЧКЗ пришли к выводу, что усиление бронезащиты башни уже невозможно без кардинальной переделки всей конструкции, что было невозможно в жёстких условиях серийного производства. Установка 122-мм пушки утяжелила башню и нарушила её балансировку — центр масс не лежал на оси вращения башни, которая конструировалась и уравновешивалась под 85-мм орудие Д-5. Дополнительное бронирование, помимо общего утяжеления машины, привело бы к невозможности ручного поворота башни при сколь-нибудь значительном крене машины и требовало гораздо более мощного электромотора для привода поворота. Поэтому башня была оставлена без изменений.
Защиту бронекорпуса удалось значительно улучшить, заменив «ступенчатую» верхнюю лобовую деталь на спрямлённую. Бывали случаи, когда верхняя лобовая деталь не пробивалась в упор даже из мощнейшей 88-мм противотанковой пушки Pak 43. Однако нижняя лобовая деталь по-прежнему осталась уязвимой. Толщина лобовой брони достигала 120 мм, бортовой — 90 мм, но лобовая бронедеталь у части танков была литой, а не катаной (последняя при равной толщине обеспечивает лучшую защиту от пробития).
Дальнейшие работы
Дальнейшие работы по усилению защищённости тяжёлых танков велись параллельно двумя коллективами — инженерами ЧКЗ и опытного завода № 100. Интересно, что руководителем обоих КБ был Ж. Я. Котин. Каждый из коллективов продвигал свои проекты, но в серию в 1945 году под индексом ИС-3 пошёл объединённый вариант «Объект 703», который, по сути, был ИС-2 с кардинально переработанной бронезащитой с учётом опыта Великой Отечественной войны.

## Производство
| === Производство ИС-2 (ЦАМО РФ) === |                 |        |         |       |        |       |       |       |        |          |         |        |         |       |
|                                     | Производитель   | Январь | Февраль | Март  | Апрель | Май   | Июнь  | Июль  | Август | Сентябрь | Октябрь | Ноябрь | Декабрь | Всего |
| 1943                                | ЧКЗ (Челябинск) |        |         |       |        |       |       |       |        |          |         |        | 35      | 35    |
| 1944                                | ЧКЗ (Челябинск) | 35     | 75      | 100   | 150    | 175   | 200   | 225   | 250    | 250      | 250     | 250    | 250     | 2210  |
| 1945                                | ЧКЗ (Челябинск) | 250    | 250     | 250   | 230    | 155   | 5     |       |        |          |         |        |         | 1140  |
| 1945                                | ЛКЗ (Ленинград) |        |         |       |        | 5     | 5     |       |        |          |         |        |         | 10    |
| Итого                               | Итого           | Итого  | Итого   | Итого | Итого  | Итого | Итого | Итого | Итого  | Итого    | Итого   | Итого  | Итого   | 3395  |

## Описание конструкции

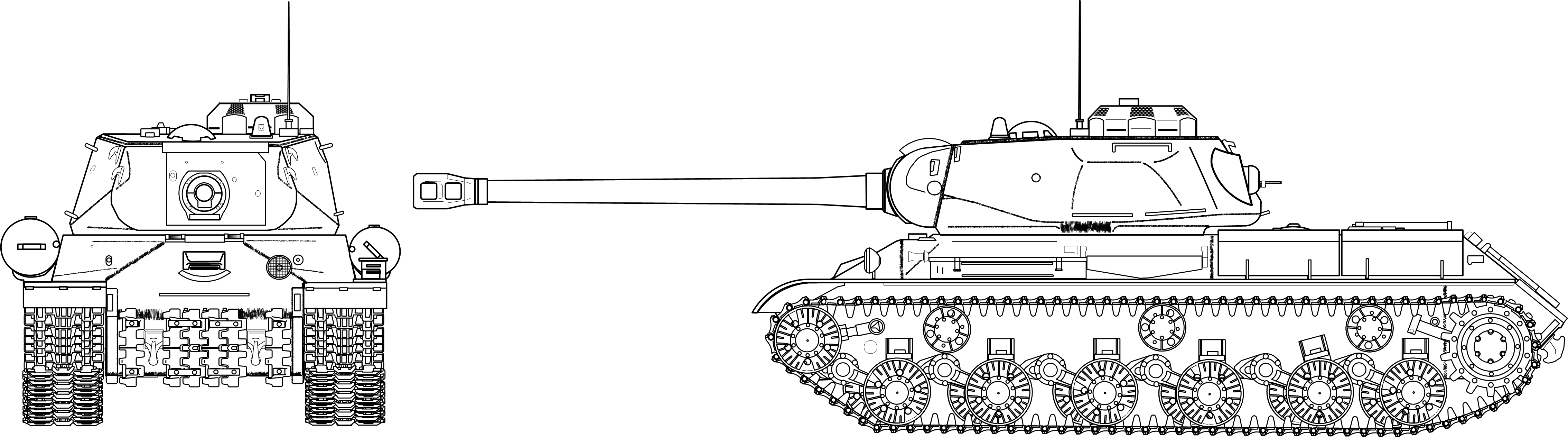
Проекции танка ИС-2

### Компоновка
ИС-2 по своей сути являлся дальнейшим усовершенствованием танка ИС-1, который, в свою очередь, был глубокой модернизацией предыдущей модели тяжёлого танка КВ-1. По сравнению с ИС-1 более чем значительно было усилено вооружение, а на модификациях обр. 1944 г. со спрямлённым лобовым бронированием также была повышена защищённость от огня противника во фронтальном секторе. Как и все другие советские серийные тяжёлые и средние танки того времени, ИС-2 имел классическую компоновку. Бронекорпус от носа к корме последовательно делился на отделение управления, боевое отделение и моторно-трансмиссионное отделение. Механик-водитель размещался в отделении управления, три других члена экипажа имели рабочие места в боевом отделении, которое объединяло среднюю часть бронекорпуса и башню. Там же располагались орудие, боекомплект к нему и часть топливных баков.
Двигатель и трансмиссия были установлены в корме машины.
Стремление конструкторов ЧКЗ получить максимальное бронирование при относительно умеренной массе и габаритах всего танка привело как к положительным, так и к отрицательным последствиям. Положительной стороной стала экономичность и сравнительно небольшая материалоёмкость ИС-2 в целом — при той же массе в 46 т советский танк был гораздо сильнее защищён, чем «Пантера», превосходил по этому параметру 55-тонный «Тигр I» и незначительно уступал 68-тонному «Тигру II». Но из-за плотной компоновки пришлось отказаться от люка механика-водителя и разместить часть топливных баков в боевом отделении. В результате при поражении ИС-2 существовал значительный шанс воспламенения дизельного топлива и попадания его на танкистов. У немецких танков бензобаки располагались вне обитаемых мест машины (хотя в них тоже был ряд агрегатов с пожароопасными жидкостями). Отсутствие люка механика-водителя не раз приводило к тому, что раненый танкист не мог быстро покинуть горящую машину (требовалось выбираться через башню после других членов экипажа) и погибал от пламени или удушья. К более значительным недостаткам можно отнести обусловленное компоновкой нахождение башни в носовой части корпуса. Вместе с длинной пушкой это затрудняло преодоление таких препятствий, как рвы и контрэскарпы.

### Броневой корпус и башня

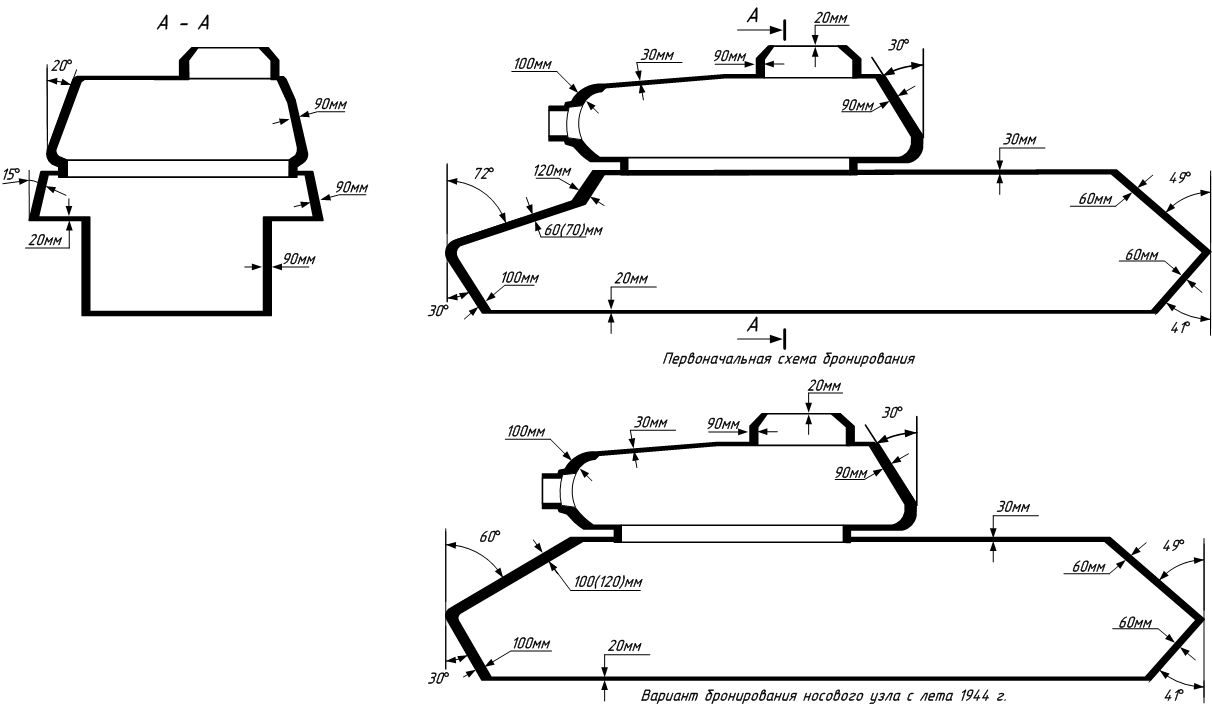
Схема бронирования танка ИС-2

ИС-2 имеет дифференцированную противоснарядную броневую защиту.
Броневой корпус танка (кроме лобовой детали у части машин) сваривался из катаных броневых плит толщиной 90, 60, 30 и 20 мм. Конструкция лобовой детали варьировала в зависимости от модификации машины:
- ИС-2 обр. 1943 г. имели литую лобовую деталь обтекаемой «ступенчатой» формы, в различных частях её толщина варьировала от 60 до 120 мм.
- ИС-2 обр. 1944 г. для повышения снарядостойкости лобовой брони оснащался усовершенствованной «спрямлённой» конструкцией этой детали. Вместо обтекаемой ступенчатой оконечности сложной геометрической формы лоб ИС-2 обр. 1944 г. формировался двумя плоскими бронеплитами, верхняя из которых имела форму суживающейся к верху танка трапеции и наклон к нормали 60°. Часть выпущенных ИС-2 обр. 1944 года оснащались литой лобовой деталью, толщина брони которой достигала 120 мм; начиная со второй половины 1944 года по мере наличия катаной брони высокой твёрдости лобовую часть стали делать сварной из 90-мм бронеплиты

С остальными деталями лобовая часть соединялась сваркой. Обтекаемая башня представляла собой броневую отливку сложной геометрической формы, её борта толщиной 90 мм располагались под углом к вертикали для повышения снарядостойкости. Лобовая часть башни с амбразурой для орудия, образованная пересечением четырёх сфер, отливалась отдельно и сваривалась с остальными бронедеталями башни. Маска орудия представляла собой цилиндрический сегмент гнутой катаной бронеплиты и имела три отверстия — для пушки, спаренного пулемёта и прицела. Башня устанавливалась на погон диаметром 1800 мм в броневой крыше боевого отделения и фиксировалась захватами во избежание сваливания при сильном крене или опрокидывании танка. Поверхность «соприкосновения» нижнего погона башни и верхнего погона бронекорпуса была несколько утоплена в крышу боевого отделения, что исключало заклинивание башни при обстреле. Погон башни размечался в тысячных для стрельбы с закрытых позиций.
Для удобства при ремонте и обслуживании агрегатов моторно-трансмиссионной группы крыша моторно-трансмиссионного отделения была сделана съёмной, а верхняя кормовая бронеплита могла откидываться на петлях.
Механик-водитель располагался по центру в передней части бронекорпуса танка. По сравнению с танком КВ-1С плотная компоновка обитаемого пространства танка ИС не позволила разместить в нём пятого члена экипажа — стрелка-радиста. Его функции были распределены между командиром и механиком-водителем: первый работал с радиостанцией, а второй вёл неприцельный огонь из курсового пулемёта путём нажатия на гашетку электроспускового механизма на одном из рычагов управления. Сам курсовой пулемёт располагался справа от механика-водителя и жёстко крепился в специальном бронированном патрубке, который приваривался к лобовой бронедетали танка. Впоследствии, из-за низкой эффективности неприцельного огня и ослабления лобового бронирования, от курсового пулемёта и вовсе отказались. Три члена экипажа располагались в башне: слева от орудия были рабочие места наводчика и командира танка, а справа — заряжающего. Командир машины имел литую наблюдательную башенку с толщиной вертикальной брони до 82 мм. Посадка и выход экипажа производились через люки в башне: круглый двухстворчатый люк командирской башенки и круглый одностворчатый люк заряжающего. Корпус также имел днищевой люк для аварийного покидания экипажем танка и ряд люков, лючков и технологических отверстий для погрузки боекомплекта, доступа к горловинам топливных баков, другим узлам и агрегатам машины.
К броневому корпусу приваривался ряд деталей — ограничители хода балансиров и кронштейны торсионной подвески, бонки для поддерживающих катков и грязеочистителей, стопор для монтажа натяжного механизма гусеницы.

#### Защищённость
В качестве оценки защищённости ИС-2 можно привести несколько эмоциональное суждение из монографии «Танки ИС», что танк ИС-2 был единственным крупносерийным танком антигитлеровской коалиции, чьё бронирование предоставляло некоторую защиту от знаменитых 88-мм пушек и длинноствольных 75-мм орудий, тогда как все остальные (за исключением поздних модификаций британских «Черчиллей») «предоставляли своему экипажу не больше защиты, чем картонная коробка».
С точки зрения броневой защиты, 53 % от общей массы ИС-2 приходилось на бронирование корпуса и башни, тогда как у PzKpfw VI Ausf H «Тигр I» этот показатель был 46,3 %, а у PzKpfw V «Пантера» — 38,5 %. Из немецких танков лучший показатель (54,7 %) имел только PzKpfw VI Ausf B «Тигр II», но это было достигнуто ценой значительного увеличения массы всей машины в целом со всеми вытекающими последствиями. Лобовое бронирование ИС-2 неплохо противостояло немецким снарядам: верхняя деталь «ступенчатого носа» пробивалась калиберными бронебойными снарядами 88-мм пушки KwK 36 с 1000—1200 м, 75-мм пушки KwK 42 — с 800—900 м, 75-мм пушки Pak 40 — с 400 м. Но для 1944 года это уже считалось явно недостаточным, поэтому в результате интенсивной работы защиту лба корпуса ИС-2 удалось сильно улучшить. «Спрямлённую» верхнюю лобовую деталь 75-мм бронебойные и подкалиберные снаряды не пробивали; 88-мм (KwK 36 L/56) бронебойные для литого носа толщиной 120 мм — не пробивали в упор, для катаного толщиной 90 мм — пробивали с 450 м. Достичь защищённости от орудия Pak 43 на средних и дальних дистанциях боя так и не удалось. Однако при этом следует учитывать, что для достижения такого результата литой нос должен быть хорошего качества, без рыхлостей и пустот, что бывало далеко не всегда. Нижняя лобовая деталь пробивалась 75-мм снарядом с дистанции 785 м, маска пушки толщиной 100 мм также пробивалась немецкими 88-мм снарядами пушки KwK 36 с расстояния порядка 1000 м.
В 1945 году на полигоне в Кубинке были проведены специальные испытания обстрелом ИС-2 со спрямлённой верхней лобовой деталью из трофейной немецкой ранней модификации САУ Hornisse, вооружённой мощной 88-мм артсистемой «Panzerjägerkanone» 8,8 cm Pak 43/1 L/71 с длиной ствола 71 калибр. Как и в случае 88-мм пушки KwK 36, верхняя лобовая деталь ИС-2 калиберным бронебойным снарядом ни разу не была пробита, но, как и следовало ожидать, дальность действительного поражения менее защищённых мест танка ощутимо возросла по сравнению с KwK 36.

### Вооружение

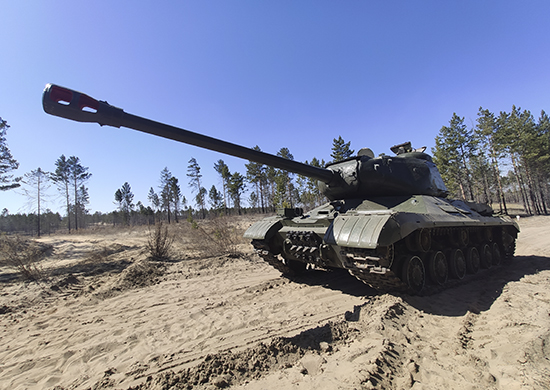
Восстановленный танк ИС-2 на полигоне Восточного военного округа. Июнь 2021 года

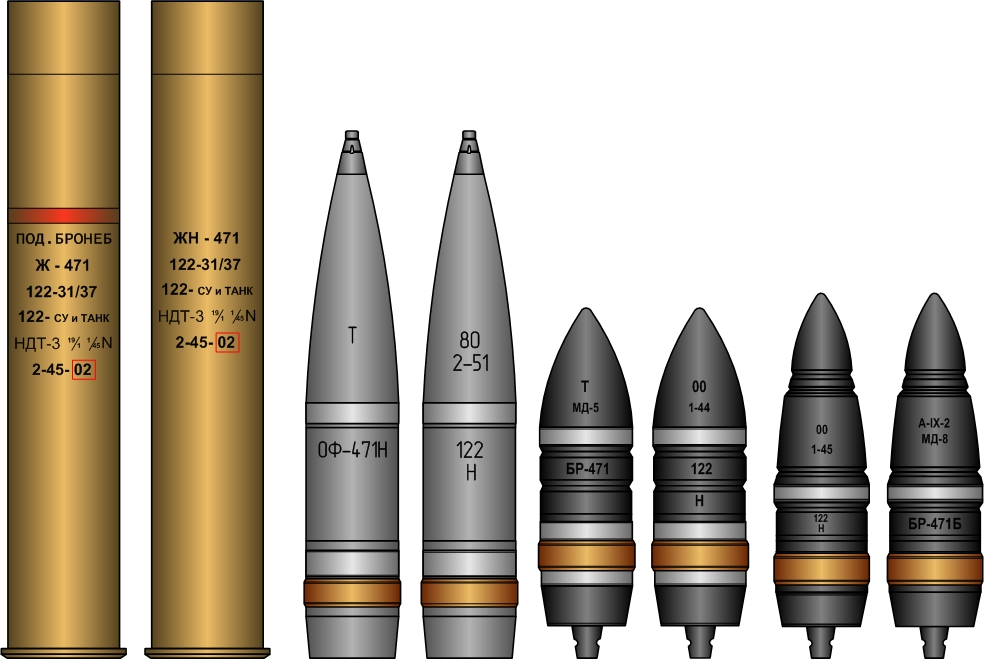
Гильзы и снаряды танковой пушки Д-25Т. Слева направо: гильза бронебойного выстрела, гильза осколочно-фугасного выстрела, осколочно-фугасная пушечная граната ОФ-471, остроголовый бронебойно-трассирующий снаряд БР-471, тупоголовый бронебойный снаряд с баллистическим наконечником БР-471Б. Все снаряды показаны с двух сторон

Основным вооружением ИС-2 являлась пушка Д-25Т калибра 122 мм. Орудие монтировалось на цапфах в башне и было полностью уравновешено. Однако в целом башня с орудием Д-25Т уравновешенной не являлась: её центр масс не располагался на геометрической оси вращения, что затрудняло её поворот при крене машины. Это негативное обстоятельство было следствием того факта, что башня проектировалась и была уравновешена для 85-мм пушки Д-5Т, которая была первоначальным вариантом вооружения танков ИС. Установка орудия Д-25Т с гораздо более длинным и массивным стволом нарушила расчётное распределение масс вокруг оси вращения башни. Пушка Д-25Т имела вертикальные углы наводки от −3 до +20°, при фиксированном положении башни она могла наводиться в небольшом секторе горизонтальной наводки (т. н. «ювелирная» наводка). Выстрел производился посредством электрического или ручного механического спуска.
Первые 101 танк получил пушку с поршневым затвором, пользоваться которым оказалось неудобно. На испытаниях средняя скорострельность составляла всего 1-1,5 выстрела в минуту. Эти пушки имели дульный тормоз по типу "Фердинанд". Все последующие танки вооружались орудием с клиновым затвором, что повысило скорострельность в два раза.
Боекомплект орудия составлял 28 выстрелов раздельного заряжания. Снаряды и метательные заряды к ним укладывались в башне и вдоль обоих бортов боевого отделения. По сравнению с широким ассортиментом боеприпасов 122-мм орудия А-19 — родоначальника пушки Д-25Т, боекомплект ИС-2 был существенно менее разнообразен. В его состав входили:
- остроголовый бронебойно-трассирующий снаряд БР-471 массой 25 кг (масса взрывчатого вещества (тротил) — 156 г).
- тупоголовый бронебойный снаряд с баллистическим наконечником БР-471Б массой 25 кг (масса взрывчатого вещества (А-IX-2) — ? г); разработан в 1944 году, но в войсках в массовых количествах появился в самой завершающей фазе войны — весна 1945 года.
- осколочно-фугасная пушечная граната ОФ-471 массой 25 кг (масса взрывчатого вещества — тротил или аммотол — 3 кг).

Все виды снарядов выстреливались на полном заряде Ж-471, который сообщал им начальную скорость 792—800 м/с.
На танке ИС-2 устанавливались три 7,62-мм пулемёта ДТ: неподвижный курсовой, спаренный с орудием и кормовой в шаровой установке в приливе на задней части башни. Боекомплект ко всем ДТ составлял 2520 патронов в дисках. Эти пулемёты монтировались таким образом, что при необходимости их можно было снять с монтировок и использовать вне танка. Начиная с января 1945 года на ИС-2 стали устанавливать крупнокалиберный 12,7-мм зенитный пулемёт ДШК с коллиматорным прицелом К-8Т. Боекомплект ДШК составлял 250 патронов в лентах в коробке, крепящейся к пулемёту. Также для самообороны экипаж имел несколько ручных гранат Ф-1 и иногда снабжался пистолетом для стрельбы сигнальными ракетами.
14 октября 1944 года Сталин подписал постановление ГКО № 6723сс «Об установке крупнокалиберных зенитных пулемётов ДШК на самоходных артиллерийских установках и танках ИС». В ноябре первые 25 ИС-2 получили зенитные установки крупнокалиберного пулемёта ДШК. В декабре 1944 года зенитную установку поставили на 125 ИС-2, а с января 1945 года её получали всё новые танки этого типа.

#### Огневая мощь
122-мм танковая пушка представляла собой модификацию корпусной пушки образца 1931/1937 гг. А-19, получила индекс Д-25Т, являлась самым крупнокалиберным серийным танковым орудием Второй мировой войны — её дульная энергия составляла 820 т·м, тогда как у 88-мм пушки KwK 43 немецкого тяжёлого танка PzKpfw VI Ausf B «Тигр II» она равнялась 520 т·м (пушки KwK 36 и KwK 42 тяжёлого танка PzKpfw VI Ausf E «Тигр I» и среднего танка PzKpfw V «Пантера» имели соответственно энергию 368 т·м и 205 т·м).
Качество изготовления бронебойных снарядов у немцев было существенно лучше, а их ассортимент включал подкалиберный и кумулятивный варианты, тогда как до 1945 года для Д-25Т выпускался единственный бронебойный калиберный остроголовый снаряд БР-471.
| Таблица бронепробиваемости для Д-25Т |                          |                          |
| Тупоголовый калиберный бронебойный снаряд БР-471Б |                          |                          |
| Дальность, м | При угле встречи 60°, мм | При угле встречи 90°, мм |
| 500 | 125                      | 152                      |
| 1000 | 120                      | 142                      |
| 1500 | 110                      | 133                      |
| 2000 | 100                      | 122                      |
| 3000 | 81                       | 105                      |
| Остроголовый калиберный бронебойный снаряд БР-471 |                          |                          |
| Дальность, м | При угле встречи 60°, мм | При угле встречи 90°, мм |
| 500 | 122                      | 155                      |
| 1000 | 115                      | 143                      |
| 1500 | 107                      | 132                      |
| 2000 | 97                       | 116                      |
| 3000 | 75                       | 82                       |
| Приведённые данные относятся к советской методике расчёта пробивной способности. Показатели бронепробиваемости могут заметно различаться при использовании различных партий снарядов и различной по технологии изготовления брони, а также различных методик расчёта. |                          |                          |

Практические результаты стрельб из пушек Д-25Т и А-19 на полигоне по немецким трофейным танкам тупоголовым снарядом БР-471Б с дальности 1400 м показали следующие результаты
(в отношении некоторых из них существуют сомнения — вследствие путаницы в документах ЧКЗ — какой танк и на какой дистанции обстреливался):
- Танк PzKpfw IV Ausf H был пробит навылет через лобовую и кормовую бронеплиты.
- Танк PzKpfw V «Пантера» при попадании в верхнюю лобовую деталь бронекорпуса получил пробоину 150×230 мм с трещиной по сварному шву; при попадании в борт башни образовалась пробоина 130×130 мм, противоположный борт башни был также пробит и его сорвало по сварному шву. При попадании в лоб башни образовалась пробоина 180×240 мм, башня была сорвана с погона и смещена на 500 мм от оси вращения.
- Танк PzKpfw VI Ausf E «Тигр I» при попадании 122-мм снаряда в уже имевшуюся пробоину от 85-мм снаряда в лобовой бронеплите остался без 82-мм кормовой бронеплиты, вырванной по сварным швам, снаряд прошёл насквозь через всё внутреннее оборудование танка. При попадании в крышу башни (толщина 40 мм, угол наклона 80° к нормали) осталась вмятина с трещиной от срикошетировавшего снаряда; при попадании в лоб башни образовалась пробоина 580×130 мм, сама башня была сорвана с погона и смещена на 540 мм от оси вращения.
- САУ JagdPz «Фердинанд» в лоб не пробивалась — 122-мм снаряд пробил первую лобовую 100-мм бронеплиту с образованием пробоины 120×150 мм, но отразился от второй, при попадании в рубку в бронеплите осталась вмятина глубиной 100 мм.

Удовлетворительные результаты бронепробиваемости достигались только за счёт большой массы снаряда, что в итоге сильно снизило скорострельность орудия и сократило боекомплект танка, в сравнении с вооружённым 85-мм орудием «ИС-2», более чем в два раза, до 28 снарядов.
В начале ноября 1944 года на полигоне в Кубинке был обстрелян трофейный тяжёлый танк PzKpfw VI Ausf B «Тигр II». 122-мм остроголовый снаряд пробивал верхнюю лобовую деталь (по стыкам бронеплит) с 600 м, собственная 88-мм пушка KwK 43 не пробила эту бронепреграду с 400 м, а 75-мм пушка «Пантеры» пробила её со 100 м.
Большая мощность фугасного 122-мм снаряда позволяла добиваться положительных результатов при стрельбе по вражеским бронецелям. Разрушительное действие фугасного снаряда усиливается при его попадании под углом, по сравнению с поражением по нормали. Так, осколочно-фугасная граната ОФ-471 при установке на фугасное действие при стрельбах по «Тигру II» в Кубинке — при попадании выводила из строя элементы трансмиссии последнего и разрывала сварные швы лобовой части. По чисто фугасному действию 122-мм 25-кг с 3 кг аммотола снаряд в 3 раза превосходил однотипный немецкий 88-мм осколочно-фугасный снаряд массой 9,5 кг с 1 кг аммотола (зависимость массы снаряда от калибра кубическая, ибо у снаряда три измерения, то есть частное от калибров надо возвести в третью степень: 122 мм/88 мм = 1,386; 1,386³ = 2,66 раза больше).
Самым большим и неустранимым недостатком орудия Д-25Т считается несколько меньшая скорострельность в сравнении с пушками немецких танков (75-мм и 88-мм), которые могли противостоять ИС-2, по крайней мере такое мнение распространилось в литературе и устоялось после публикации книг М. Барятинского. Такая скорострельность, как считается, была обусловлена большой массой снаряда и непростыми условиями работы единственного заряжающего. Последовательность операций с поршневым затвором при этом была такова: открывание затвора, опускание лотка, укладка 25-кг снаряда в лоток, досылка «со звоном» его в камору досыльником, подготовка гильзы, вложение её в патронник, закрывание затвора. При этом следует учесть тот факт, что заряжающий большинство этих операций выполнял левой рукой. Клиновый затвор только облегчил работу заряжающего и слегка поднял скорострельность; при тестах в Кубинке при движении со скоростью 12 км/ч боевая скорострельность составила 1,35 выстрела в минуту.
Заряжающий ИС-2 берёт из боеукладки, расположенной в кормовой нише башни, 25-кг снаряд и вкладывает его в ствол, затем прибойником досылает его вперёд так, чтобы ведущий поясок прочно (со звоном, как сказано в «Руководстве») заклинился в начале нарезов канала ствола. Опытный заряжающий досылает снаряд рукой, что ускоряет процесс. Затем заряжающий берёт 15-кг гильзу с зарядом с правой стенки башни (боекомплект полный, а значит, после первого выстрела в башне ещё осталась одна гильза с зарядом, за следующей придётся спускаться вниз, поскольку остальные гильзы расположены в корпусе ИСа), вкладывает её в ствол и досылает. При этом затвор закрывается автоматически. Заряжающий докладывает — «Готово», командир танка произносит — «Огонь», а наводчик, который за время заряжания успел откорректировать прицел, нажимает на спуск и производит выстрел. При всех сложившихся условиях у самого тренированного заряжающего на всё выше сказанное уйдёт минимум 20 секунд.
С точки зрения сравнительного анализа скорострельности с танком "Тигр", компоновка которого обеспечивала комфортные условия экипажу в бою и позволяла рационально и удобно разместить внутренние агрегаты, что вкупе с менее тяжелым снарядом, позволяет достичь более высокую скорострельность в сравнении с Д-25Т, она составляет 6-8 выстрелов в минуту.
По какой-то причине поддерживается миф о равной, относительно 88мм KwK 36 L/56, скоростельности, что невозможно ввиду технологии заряжания Д-25Т.
Существует мнение, что низкая скорострельность была связана с раздельным заряжанием орудия Д-25Т, однако результаты испытания на полигоне 122-мм орудия Д-25-44 с использованием унитарного снаряда это не подтверждают, так же, как и данные о боевой скорострельности танка Тигр.
Кучность боя 122-мм пушки Д-25Т, как минимум, не уступала зарубежным орудиям — среднее отклонение 122-мм бронебойного снаряда от точки прицеливания при стрельбе с места на дистанции 1 км составило 170 мм по вертикали и 270 мм по горизонтали. Советские тесты 88-мм пушки KwK 43 при тех же условиях дали отклонение 200 мм по вертикали и 180 мм по горизонтали. Неплохие результаты демонстрировал ИС-2 при стрельбе с ходу; при испытаниях в Кубинке на дистанции 700 м ИС-2 попал четыре раза из пяти по танку «Пантера» и два из трёх по танку PzKpfw III.
Скорость поворота башни ИС-2 составляла 13—16° в секунду, то есть на полный оборот башни требовалось 22—28 с. Электропривод позволял поворачивать башню при заглушённом двигателе и крене машины до 15°. Ручной привод позволял поворачивать башню при крене 8,3° с усилием в 16 кгс. Для сравнения: немецкие тяжёлые танки имели гидравлический либо ручной привод башни; скорость поворота башни гидроприводом зависела от числа оборотов двигателя (то есть при неработающем двигателе гидропривод был бесполезен), находясь в диапазоне от 5 до 19° в секунду. Отчёты по исследованиям немецких тяжёлых танков в Кубинке утверждают, что гидропривод сложен и громоздок, а управление им неудобно.
Также можно сказать, что мощное вооружение ИС-2 косвенно увеличивало его защищённость, вынуждая танки и САУ противника открывать по ИС-2 огонь с более дальних дистанций по сравнению с боем с любым иным советским танком.
Выдержка из «Отчёта Управления самоходной артиллерии КА о работе в период Великой Отечественной войны» свидетельствует:

…установка 122-мм пушек на танки ИС вернула нашим танкам утраченное на время превосходство над противником в артиллерийском вооружении тяжёлых танков. По мощности своего выстрела 122-мм пушка Д-25 оставила далеко позади 88-мм пушки немецких танков.
Боевые действия танков ИС показали, что 122-мм пушки являются наиболее действенным средством борьбы против тяжёлых и средних танков противника, обеспечив пробитие их брони с дистанции 2500 м…

Выдержка из «Отчёта о боевых действиях 71-го ОГвТТП с 14.07.44 по 31.08.44 г.»:

…Огневое вооружение танков ИС-122 является самым мощным из всех существующих типов танков. 122-мм снаряд обладает большой пробивной способностью, что определяет качество этих танков как лучшее средство в борьбе с тяжёлыми танками противника…

### Двигатель
ИС-2 оснащался четырёхтактным V-образным 12-цилиндровым дизельным двигателем В-2-ИС мощностью 520 л. с. Пуск двигателя обеспечивался инерционным стартёром с ручным и электрическим приводами или сжатым воздухом из двух резервуаров в боевом отделении машины. Электроприводом инерционного стартёра являлся вспомогательный электродвигатель мощностью 0,88 кВт. Дизель В-2ИС комплектовался топливным насосом высокого давления НК-1 со всережимным регулятором РНК-1 и корректором подачи топлива. Для очистки поступающего в двигатель воздуха использовался фильтр типа «Мультициклон». Также в моторно-трансмиссионном отделении устанавливались подогревающие устройства для облегчения пуска двигателя в холодное время года. Они также могли быть использованы для подогрева боевого отделения машины. ИС-2 имел три топливных бака, два из которых располагались в боевом отделении, и один — в моторно-трансмиссионном. Танк также оснащался четырьмя наружными дополнительными топливными баками ёмкостью 360 л, не связанными с топливной системой двигателя.

### Трансмиссия
Танк ИС-2 оснащался механической трансмиссией, в состав которой входили:
- многодисковый главный фрикцион сухого трения «стали по феродо»;
- четырёхступенчатая коробка передач с демультипликатором (8 передач вперёд и 2 назад; вторую заднюю передачу можно получить только теоретически, в реальной машине она отсутствует);
- два бортовых двухступенчатых планетарных механизма поворота с многодисковым блокировочным фрикционом сухого трения «сталь по стали» и ленточными тормозами;
- два двухрядных комбинированных бортовых редуктора.

Все приводы управления трансмиссией — механические. По сравнению с предыдущей моделью тяжёлого танка КВ-85, новым элементом трансмиссии являлись планетарные механизмы поворота. Применение этого узла позволило поднять общую надёжность трансмиссии в целом, которая как раз была самым существенным недостатком ходовой части танков серии КВ и машин на его базе.

### Ходовая часть
Подвеска у ИС-2 индивидуальная торсионная для каждого из 6 цельнолитых двускатных опорных катков малого диаметра (550 мм) по каждому борту. Напротив каждого опорного катка к бронекорпусу приваривались ограничители хода балансиров подвески. Ведущие колёса со съёмными зубчатыми венцами цевочного зацепления располагались сзади, а ленивцы были идентичны опорным каткам. Верхняя ветвь гусеницы поддерживалась тремя малыми цельнолитыми поддерживающими катками по каждому борту; эти катки были заимствованы от конструкции танка КВ-85. Механизм натяжения гусеницы — винтовой; каждая гусеница состояла из 86 одногребневых траков шириной 650 мм.

#### Подвижность
Тяжёлый танк ИС-2 по своей подвижности расценивался представителями РККА вполне удовлетворительно, хотя при 520-сильном дизельном двигателе и массе в 46 т его удельная энерговооружённость была самой низкой среди советских крупносерийных средних и тяжёлых танков. Удельное давление на грунт составляло около 0,8 кг/см², что намного ниже показателей немецких тяжёлых и средних танков. Максимальная скорость не превышала 35 км/ч, но для тяжёлого танка прорыва эта характеристика не являлась определяющей, поскольку основным тактическим применением был бой в одном строю с пехотой, а для развития прорыва предназначались более подвижные Т-34. В случае слабого или отсутствующего сопротивления противника ИС-2 могли ограниченно использоваться для углубления прорыва, но его характеристики по подвижности не благоприятствовали такому применению.
В сравнении с немецкими тяжёлыми танками (по советской классификации) ИС-2 занимает промежуточное положение между «Пантерой» и «Тиграми» обеих модификаций. «Пантера» с её 700-сильным двигателем Maybach HL 230 имеет лучшую удельную энерговооружённость, максимальную и среднюю скорости. Однако при этом следует учитывать, что «Пантера» не была танком прорыва и предназначалась для решения других боевых задач, где скорость и оперативно-тактическая подвижность были в числе определяющих параметров. 55-тонный «Тигр I» имел сравнимую с ИС-2 удельную мощность, а 68-тонный «Тигр II» проигрывал ИС-2 по этому параметру. Все три типа немецких танков отличались от ИС-2 более высоким удельным давлением на грунт, что накладывало определённый отпечаток на их тактическое применение. В частности, в целях сбережения дорогостоящей и трудноремонтируемой материальной части немецких тяжёлых танковых батальонов, они редко применялись вне дорог (перегружались двигатель и трансмиссия, повышался шанс застревания танка), тогда как ИС-2 был более приспособлен к бездорожью. На территории Германии и Западной Европы с развитой дорожной сетью этот недостаток немецких машин был практически незначим. С другой стороны, «утюжить» окопы «лунной поверхности» переднего края для «Тигров» было чревато выходом из строя трансмиссии, тогда как ИС-2 был вполне пригоден для этой цели.

### Электрооборудование
Электропроводка в танке ИС-2 была однопроводной, вторым проводом служил бронекорпус машины. Источниками электроэнергии (рабочие напряжения 12 и 24 В) были генератор ГТ-4563А с реле-регулятором РРА-24Ф мощностью 1 кВт и две последовательно соединённые аккумуляторные батареи марки 6-СТЭ-128 общей ёмкостью 128 А·ч. Потребители электроэнергии включали:
- электромотор поворота башни;
- наружное и внутреннее освещение машины, приборы подсветки прицелов и шкал измерительных приборов;
- наружный звуковой сигнал и цепь сигнализации от десанта к экипажу машины;
- контрольно-измерительные приборы (амперметр и вольтметр);
- электроспуск пушки и пулемётов;
- средства связи — радиостанция и танковое переговорное устройство;
- электрика моторной группы — электродвигатель инерционного стартёра, бобины свечей зимнего пуска двигателя и т. д.

### Средства наблюдения и прицелы
Люк командира и рабочее место заряжающего оборудовались перископическими приборами Mk IV для наблюдения за окружающей обстановкой изнутри машины. Командирская башенка имела шесть смотровых щелей с защитными стёклами. Механик-водитель ИС-2 обр. 1943 г. в бою вёл наблюдение через смотровой прибор с триплексом, который защищался броневой заслонкой. Этот смотровой прибор устанавливался в бронированном люке-пробке на лобовой бронеплите по продольной осевой линии машины. В спокойной обстановке этот люк-пробка мог быть выдвинут вперёд, обеспечивая механику-водителю более удобный непосредственный обзор с его рабочего места. У поздней модификации со спрямлённой бронёй люк-пробка был упразднён, а механик-водитель наблюдал за обстановкой через щель в лобовой бронеплите, используя смотровой прибор со стеклоблоком. Смотровая щель и прибор снаружи защищались плоским броневым колпаком, приваренным к корпусу танка.
Для ведения огня ИС-2 оснащался телескопическим ломающимся орудийным прицелом ТШ-17 для стрельбы прямой наводкой. Машины ранних серий также оснащались перископическим прицелом ПТ4-17, однако впоследствии он был упразднён, а на его место был установлен ещё один прибор Mk IV. Это улучшило обзор для наводчика, но отсутствие перископического прицела затрудняло возможную самостоятельную стрельбу с закрытых позиций. Для обеспечения возможности огня в тёмное время суток шкалы прицелов имели прибор подсветки. Кормовой пулемёт ДТ мог комплектоваться прицелом ПУ от снайперской винтовки с трёхкратным увеличением. Зенитный пулемёт ДШКТ комплектовался коллиматорным прицелом К-8Т.

### Средства связи

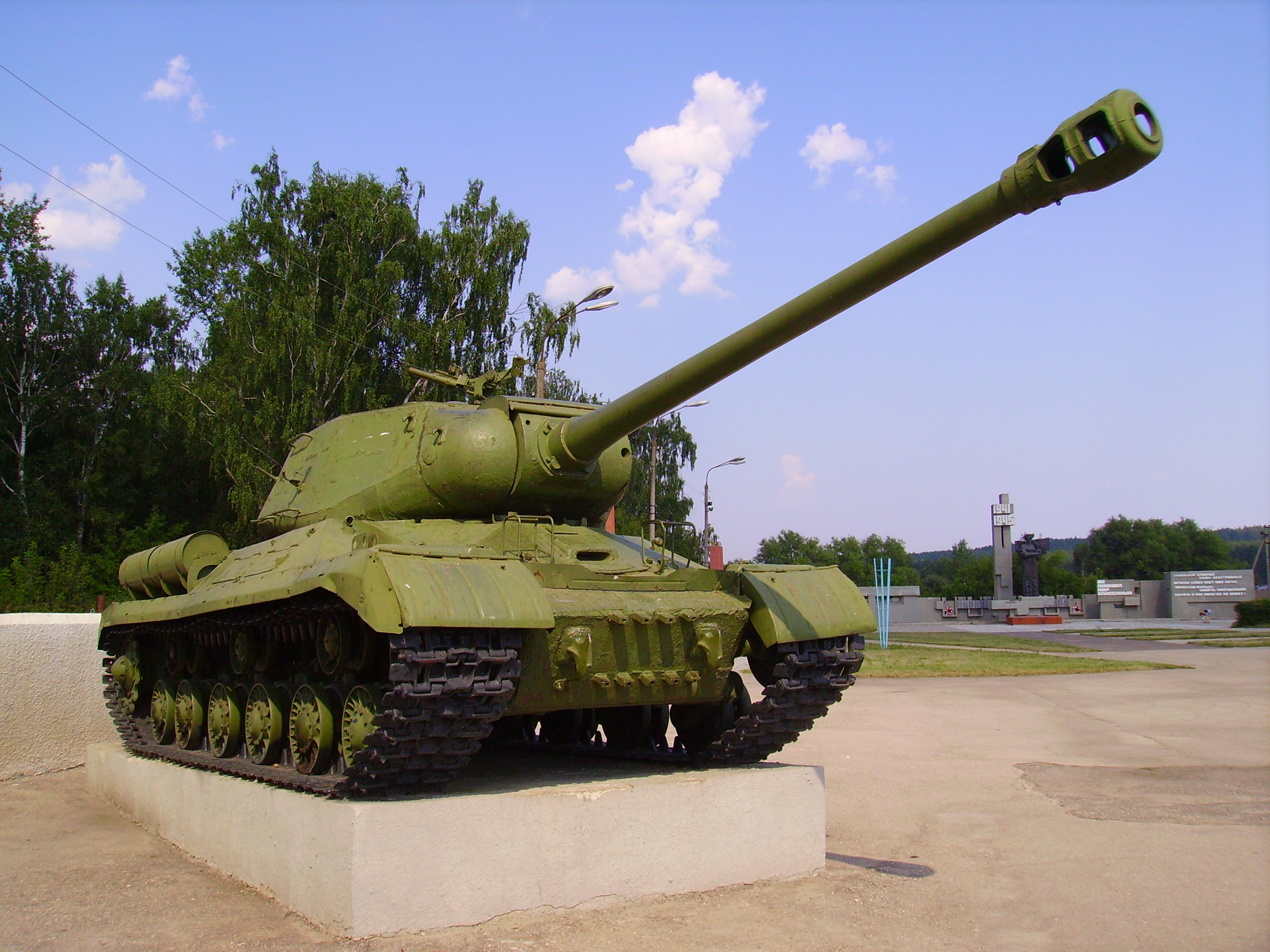
ИС-2М в посёлке Шатки, Нижегородская область

Средства связи включали в себя радиостанцию 10Р (или 10РК-26) и переговорное устройство ТПУ-4-Бис на 4 абонента.
Радиостанции 10Р или 10РК представляли собой комплект из передатчика, приёмника и умформеров (одноякорных мотор-генераторов) для их питания, подсоединяемых к бортовой электросети напряжением 24 В.
10Р представляла собой симплексную ламповую коротковолновую радиостанцию, работающую в диапазоне частот от 3,75 до 6 МГц (соответственно длины волн от 50 до 80 м). На стоянке дальность связи в телефонном (голосовом) режиме достигала 20—25 км, в движении она несколько уменьшалась. Бо́льшую дальность связи можно было получить в телеграфном режиме, когда информация передавалась телеграфным ключом азбукой Морзе или иной дискретной системой кодирования. Стабилизация частоты осуществлялась съёмным кварцевым резонатором, плавная подстройка частоты отсутствовала. 10Р позволяла вести связь на двух фиксированных частотах; для их смены использовался другой кварцевый резонатор из 15 пар в комплекте радиостанции.
Радиостанция 10РК являлась технологическим улучшением предыдущей модели 10Р, она стала проще и дешевле в производстве. У этой модели появилась возможность плавного выбора рабочей частоты, число кварцевых резонаторов было уменьшено до 16. Характеристики по дальности связи значительных изменений не претерпели.
Танковое переговорное устройство ТПУ-4-Бис позволяло вести переговоры между членами экипажа танка даже в сильно зашумлённой обстановке и подключать шлемофонную гарнитуру (головные телефоны и ларингофоны) к радиостанции для внешней связи.

## Модификации
В популярной литературе ИС-2 военного времени принято делить на две модификации — образца 1943 года (со ступенчатой верхней лобовой деталью) и образца 1944 года (со спрямлённой верхней лобовой деталью); но известный военный историк полковник И. Г. Желтов в своей монографии «Танки ИС» различает шесть вариантов серийных ИС-2.
В послевоенное время ИС-2 были модернизированы с заменой двигателя, установкой приборов ночного видения, надкрылков гусеничного движителя. Этот вариант получил обозначение ИС-2М.

### Машины на базе ИС-2
На базе ИС-2 с апреля 1944 года выпускался тяжёлый истребитель танков ИСУ-122, вооружённый 122-мм пушкой А-19С (которая по баллистике идентична Д-25Т, но имеет более габаритные противооткатные устройства и не оснащается дульным тормозом). С сентября того же года на базе ИС-2 параллельно с ИСУ-122 в серийное производство была запущена новая версия самоходки с длинноствольным 122-мм орудием — ИСУ-122С. Её вооружением был самоходный вариант пушки Д-25С, который имел заметные конструктивные отличия от танкового варианта Д-25Т.
Более раннюю самоходку ИСУ-152 рассматривать как машину на базе ИС-2 было бы несколько неправомерно, хотя ходовые части у них были почти идентичны. Прототип ИСУ-152 «Объект 241» был построен в октябре 1943 года, когда сам ИС-2 существовал только на стадии прототипа, и ходовая часть для обеих опытных машин (практически полностью у ИС-2, в меньшей степени у ИСУ-152) заимствовалась от предыдущей модели тяжёлого танка ИС-1 (ИС-85).

### ИС-М (ИС-2Ш)
Тяжёлый танк ИС-2Ш (ИС-М) представляет собой проектную версию глубокой модернизации ИС-2, предложенную Николаем Шашмуриным на заводе № 100 в начале 1944 года. Проект предусматривал кормовое расположение боевого отделения, а также установку 122-мм длинноствольного орудия.
В начале декабря 1943 года, Главное автобронетанковое управление Красной Армии утвердило тактико-технические требования к перспективному тяжёлому танку. Что любопытно ИС-2 был принят на вооружение в конце октября 1943 года, то есть уже через месяц у военных были готовы требования к следующему поколению тяжёлых танков. Звучали они следующим образом: бронирование лба корпуса и башни (скорее всего имелась в виду снарядостойкость) — 200 мм, бортов — 160 мм, кормы — 120 мм, вооружение 122-мм пушка или 152-мм пушка-гаубица, мощность двигателя — 800—1000 л. с., максимальная скорость 35 км/ч, масса — 55 т, экипаж — 5 человек.
В начале 1944 года по этим требованиям группа конструкторов завода № 100 под руководством Шашмурина Н. Ф. разработала эскизный проект танка, который иногда называют ИС-М, ИС-2Ш, ИС Шашмурина и т. п.
Компоновка этой машины была необычной для советской школы танкостроения. Боевое отделение, башня и трансмиссия располагались в кормовой части танка, моторное отделение — в средней, а отделение управления — в передней. В ходовой части использовались опорные катки большого диаметра без поддерживающих роликов. Передача крутящего момента от двигателя к трансмиссии осуществлялась с помощью карданного вала, проходившего под полом боевого отделения. Расположение башни в кормовой части корпуса не позволяло длинноствольной пушке утыкаться в грунт и облегчало маневрирование танка в узких проездах. Так как, в начале лета 1944 года, в КБ завода развернулось проектирование двух вариантов тяжёлого танка ИС-6 (Объекты 252 и 253), работу над ИС-М прекратили.

## Организационно-штатная структура
ИС-2, как и КВ-85 или ИС-1, поступали на вооружение отдельных гвардейских тяжёлых танковых полков прорыва (ОГвТТП), формировавшихся по штату № 010/460. Каждый ОГвТТП имел 21 танк в составе 4 рот по 5 машин плюс танк командира полка, 1 БА-64 и 3 бронетранспортера Universal Carrier. Командир полка обычно имел звание полковника или подполковника, командиры рот — звание капитана или старшего лейтенанта. Командиры танков, как правило, были лейтенантами, а механики-водители — сержантами (часто — техниками — младшими лейтенантами). Остальные члены экипажа по штатному расписанию были рядовыми. ОГвТТП обычно имел в своём составе несколько небронированных машин обеспечения и поддержки — грузовиков, джипов или мотоциклов, численность личного состава полка по штату составляла 214 человек.
Также помимо отдельных танковых полков, тяжёлыми танками ИС-2 вооружались тяжёлые танковые бригады трёхполкового состава штатной численностью по 65 ИС-2.

## Состоял на вооружении

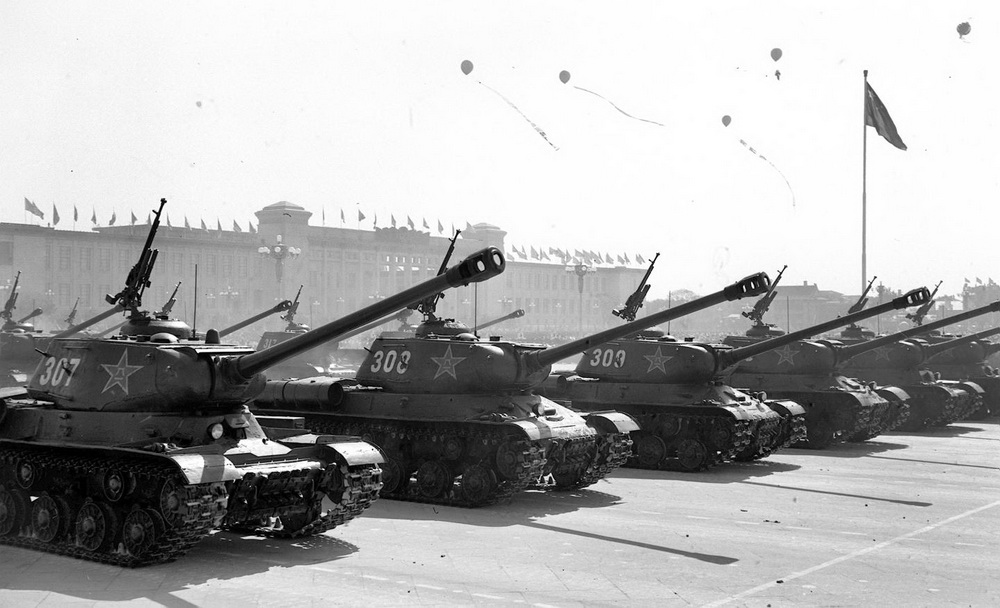
Китайские ИС-2 на параде в День образования КНР в Пекине

- СССР — ВС СССР
- Россия — ВС России
- ПНР — Народное войско польское
- Чехословакия — Чехословацкая народная армия
- Китай — Народно-освободительная армия Китая
- Вьетнам — Вьетнамская народная армия
- КНДР — Корейская народная армия
- Куба — 15 ИС-2М, по состоянию на 2007 год, всё ещё использовались в качестве неподвижных огневых точек береговой обороны[16]

## Боевое применение

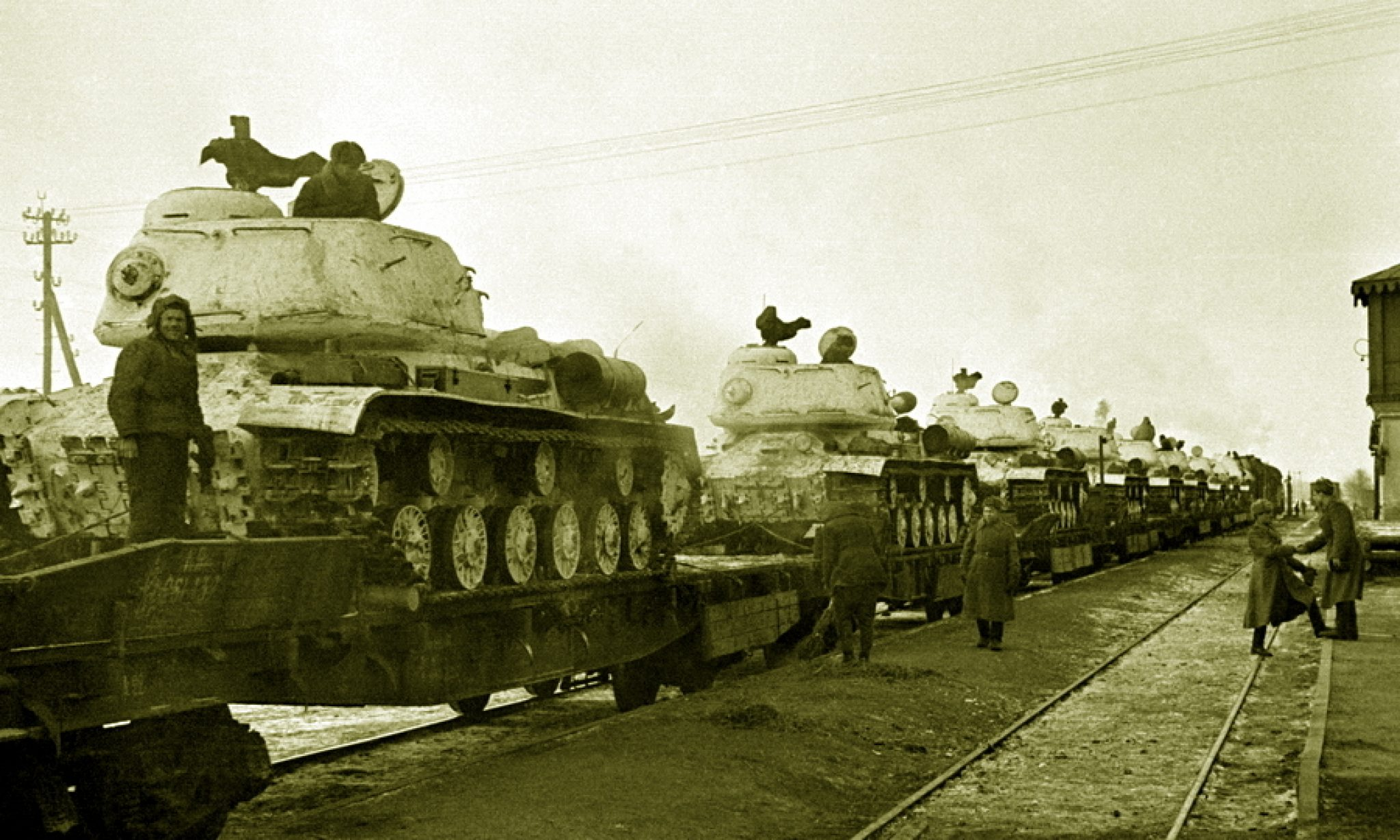
Эшелон с танками ИС-2 у разъезда Дубосеково, зима 1945

Первым ИС-2 получил 29-й гвардейский тяжелый танковый полк. Случилось это 30 января 1944 года. Дебют новых машин состоялся 10 марта 1944 года, в ходе боя было уничтожено 10 Pz.Kpfw.IV, полк потерь в матчасти и людях не понес. Первый бой ИС-2 с «Тиграми» состоялся в апреле 1944 года под г. Тернополь. В этом бою участвовали машины 11-го отдельного гвардейского тяжёлого танкового полка. Отдельные гвардейские тяжёлые танковые полки (ОГвТТП), вооружённые танками ИС-2, принимали активное участие в боевых действиях 1944—1945 гг. В целом новый танк полностью оправдал ожидания командования как средство качественного усиления частей и подразделений, предназначенных для прорыва заблаговременно и хорошо укреплённых полос противника, а также штурмов городов.
В качестве примеров совершенно различных результатов боевого применения танков ИС-2 можно привести следующие боевые эпизоды с их участием:
- Во время Львовско-Сандомирской операции известен эпизод, когда два танка ИС-2 57-го гвардейского отдельного танкового полка, укрывшись в засаде, остановили значительно превосходящие танковые силы противника. За два дня экипажи двух советских тяжёлых танков уничтожили в общей сложности 17 немецких танков и САУ, устранив угрозу ликвидации плацдарма на Висле. Из них 9 на счету Ляхова и 8 на счету Луканина[17].
- В августе 1944 года 71-й ОГвТТП участвовал в разгроме батальона «Королевских тигров» на Сандомирском плацдарме. В ходе этого боя танки ИС-2 подбили шесть «Королевских тигров». За полтора месяца боёв этот полк подбил и уничтожил 17 немецких танков, 2 САУ и 3 БТР. Потери составили 3 танка сгоревшими и 7 подбитыми[18].
- В октябре 1944 года 79-й ОГвТТП удерживал Сероцкий плацдарм на реке Нарев севернее города Сероцка. Противник, имея в общей сложности свыше 200 танков, пытался ликвидировать плацдарм. 4 октября 1944 года к 19:00 положение советских войск стало угрожающим. В 21:00 танкисты совместно с 44-й гвардейской стрелковой дивизией 105-го стрелкового корпуса пошли в атаку. Продвигаясь под сильным огнём, они столкнулись с тяжёлыми танками противника. Было подбито и уничтожено шесть немецких танков Т-V и Т-VI. Потери при этом составили один танк ИС-2 сгоревший и один подбитый. К 6 октября ещё 4 советских, 3 немецких танка и 2 немецких БТР было потеряно. С 6 по 9 октября полк, умело создав оборону, не потерял ни одного танка, при этом сжёг 11 тяжёлых вражеских машин. В ходе этих боёв также отличился экипаж танка ИС-2 под командованием гвардии лейтенанта Ивана Хиценко 30-й гвардейской тяжёлой танковой бригады. Его танковому взводу было получено задание удержать оборону на правом фланге. Взвод атаковал колонну гитлеровцев. Танк Хиценко в этом бою огнём пушки подбил семь вражеских танков «Тигр» и один протаранил, до того как сам сгорел. Немцы не смогли прорваться по правому флангу.[18]
- 78-й ОГвТТП, наступая на Дебрецен в Венгрии, с 6 по 31 октября уничтожил 46 танков (в том числе 6 «Тигров»), 25 САУ, 109 пушек, 38 БТР, 60 пулемётных точек, 2 склада с боеприпасами и 12 самолётов на аэродроме. Потери полка составили два сгоревших от фаустпатронов ИС-2, ещё 16 танков получили различной степени повреждения[19].
- На территории рейха бои были особенно упорными. 70-й ОГвТТП, с ходу форсировав реку Вислу и пройдя свыше 300 км, в конце января вышел к городу Шнейдемюлю. Его осада заняла две недели и стоила полку девять повреждённых машин. 82-й ОГвТТП 8 февраля в 11:00 углом вперёд 1-й и 4-й танковыми ротами начал атаку в районе города Кройцбурга. В 13:00 до 11 танков противника в сопровождении «артштурмов» контратаковали подразделения полка, но, понеся потери, отступили. К 20:00 Кройцбург был взят. За день боевых действий полк уничтожил 4 танка, 4 САУ, 6 орудий и 10 пулемётных точек. Потери полка за день боя тоже оказались немалыми: 11 танков были подбиты, один застрял[19].
- В Висло-Одерской операции 80-й ОГвТТП с 14 по 31 января 1945 года уничтожил 19 танков и САУ врага, 41 артиллерийское орудие, 15 пулемётных гнёзд, 10 миномётов и 12 блиндажей. Из 23 участвовавших в боях машин ни одна не была безвозвратно потеряна[9].
- 81-й ОГвТТП в 3.30 16 февраля 1945 года в составе 16 танков атаковал Кукенен. Командир 144-й стрелковой дивизии, которой был придан полк, посчитал, что ИС-2 способны сделать всё сами. Вышедшие в атаку ИС-2 были встречены фланговым огнём немцев, которые сожгли два ИС-2 и ещё два подбили. 4-я танковая рота прикрыла выход трёх ИС-2 второй танковой роты на окраину населённого пункта Немреттен, но без отрезанной пехоты развить успех не удалось. Два ИС-2 в этой фазе боя были подбиты. В течение трёх часов танкисты вели бой с пехотой, танками и противотанковыми орудиями противника, потеряв ещё девять ИС-2 подбитыми. Попытки увлечь свою пехоту успеха не имели. В результате 16 февраля Кукенен так и не был взят, а полк был выведен из боя для восстановления и обслуживания матчасти. Из 15 числившихся ИС-2 по состоянию на 17 февраля 1945 года боеспособными были семь, два нуждались в среднем ремонте, три остались не эвакуированными с поля боя и три подлежали списанию (то есть их можно занести в безвозвратные потери). По всей видимости, немецкая сторона в этом бою не понесла серьёзного урона, так как в успехах полка за 15—27 февраля 1945 года значатся уничтоженные 4 танка, 4 бронетранспортёра, 17 орудий и одно захваченное штурмовое орудие. По документам, эти успехи были достигнуты во время боя 15 февраля и 19—27 февраля, когда полк оправился от причинённых 16 февраля потерь под Кукененом[9].
- В боях в марте 1945 года на территории Польши особо отличился командир танка ИС-2 Федотов Михаил Алексеевич. Только за первые два с половиной месяца 1945 года его танк уничтожил 6 немецких танков и САУ, 11 артиллерийских орудий, 2 миномётные батареи, 3 бронетранспортёра и несколько автомашин[20].

Огромную роль в быстром восстановлении боеспособности советских танковых частей сыграла высокая живучесть и ремонтопригодность ИСов и созданных на их базе САУ. Нередкими были случаи, когда полк, накануне потерявший большую часть своих машин, уже через день-два был снова готов к бою. Так, в 88-м ОГвТТП к 25 января имелось лишь два исправных танка, другие были либо подбиты, либо вышли из строя по техническим и иным причинам (в том числе два утонули в реке). Однако уже к 1 февраля в строй вернулись 15 восстановленных и боеспособных машин.
88-й и 89-й ОГвТТП полки первыми штурмовали при свете прожекторов немецкие позиции с Кюстринского плацдарма в первый день Берлинской операции.

### Штурмы городов

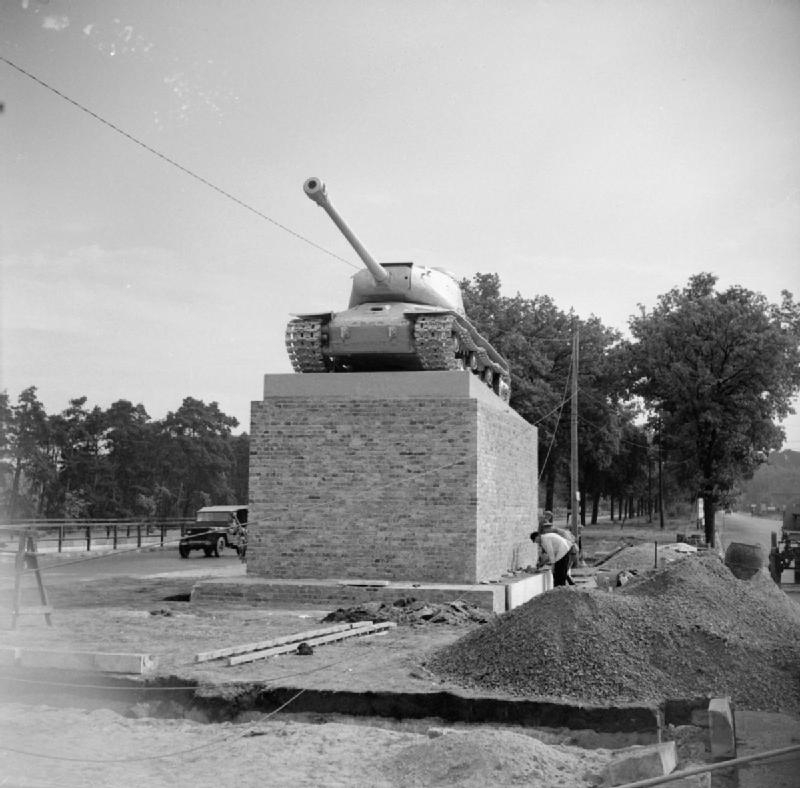
Первый советский танк, ворвавшийся в Берлин 24 апреля, в качестве памятника в районе Целендорф

Вместе с САУ на его базе ИС-2 активно использовался для штурмовых действий укреплённых городов, таких как Будапешт, Бреслау, Берлин. Тактика действий в таких условиях предусматривала действия ОГвТТП штурмовыми группами из 1—2 танков в сопровождении пехотного отделения из нескольких автоматчиков, снайпера или меткого стрелка и иногда ранцевого огнемётчика. В случае слабого сопротивления танки со штурмовыми группами на броне на полном ходу прорывались по улицам к скверам, площадям, паркам, где можно было занять круговую оборону. При наличии сильного огня бойцы штурмовых групп спешивались, а танки вели продольно-перекрёстный огонь вдоль улиц, прикрывая продвижение пехоты вперёд. Основной задачей бойцов штурмовых групп было уничтожение «фаустников» и расчётов буксируемых противотанковых пушек, тогда как ИС-2 мощным огнём уничтожали пулемётные гнёзда, вели стрельбу по выявленным позициям снайперов, разрушали бронеколпаки и ДОТы. В случае контратак танков или штурмовых орудий ИС-2 переносили на них тяжесть своего огня, защищая свою пехоту. При обнаружении баррикад, рвов, завалов ИС-2 разрушали их своим огнём либо обеспечивали огневое прикрытие сапёров, которые ликвидировали препятствие. Особо важное внимание наставления для танкистов и самоходчиков уделяли манёвру даже в стеснённых условиях городского боя, действий по принципу «выехал из укрытия, выстрелил, ушёл в укрытие».
В этих боях ИС-2 несли значительные потери, причём популярное мнение приписывает их исключительной эффективности немецких ручных противотанковых гранатомётов «Панцерфауст» и «Панцершрек». Однако статистика потерянных советских танков в Берлинской операции свидетельствует не в пользу этой версии. Более 85 % выведенных из строя танков приходится на ствольную танковую и противотанковую немецкую артиллерию, а имевшиеся случаи массового поражения ИС-2 кумулятивными гранатами объясняются в основном грубыми нарушениями тактики городского боя командирами РККА, когда танки бросались вперёд без надлежащего прикрытия пехотой. К сожалению для советской стороны, во многих случаях попытки взять город с налёта без использования тактики штурмовых групп приводили к более чем серьёзным потерям.
О накале боёв свидетельствует тот факт, что экипажи ИС-2 в городских боях (например, штурме Берлина) расходовали в день два — три боекомплекта, иной раз каким-то образом находя в танке место для дополнительных снарядов (до 42) вместо 28 штатных.
Танки ИС-2 обеспечивали огневую поддержку штурма Рейхстага:

30 апреля бои вплотную приблизились к стенам Рейхстага. С утра 88-й тяжёлый танковый полк, переправившись через Шпрее по мосту Мольтке, занял огневые позиции на набережной Кронпринценуфер. В 11:30 части 79-го стрелкового корпуса перешли в наступление и преодолели ров на Кенигсплатц перед Рейхстагом. В 13:00 танки полка, участвуя в общей артиллерийской подготовке предшествовавшей штурму, открыли огонь прямой наводкой по рейхстагу. В 18:30 полк своим огнём поддержал и второй штурм рейхстага, и только с началом боя внутри здания танки прекратили его обстрел.

### Столкновения с «Тиграми»

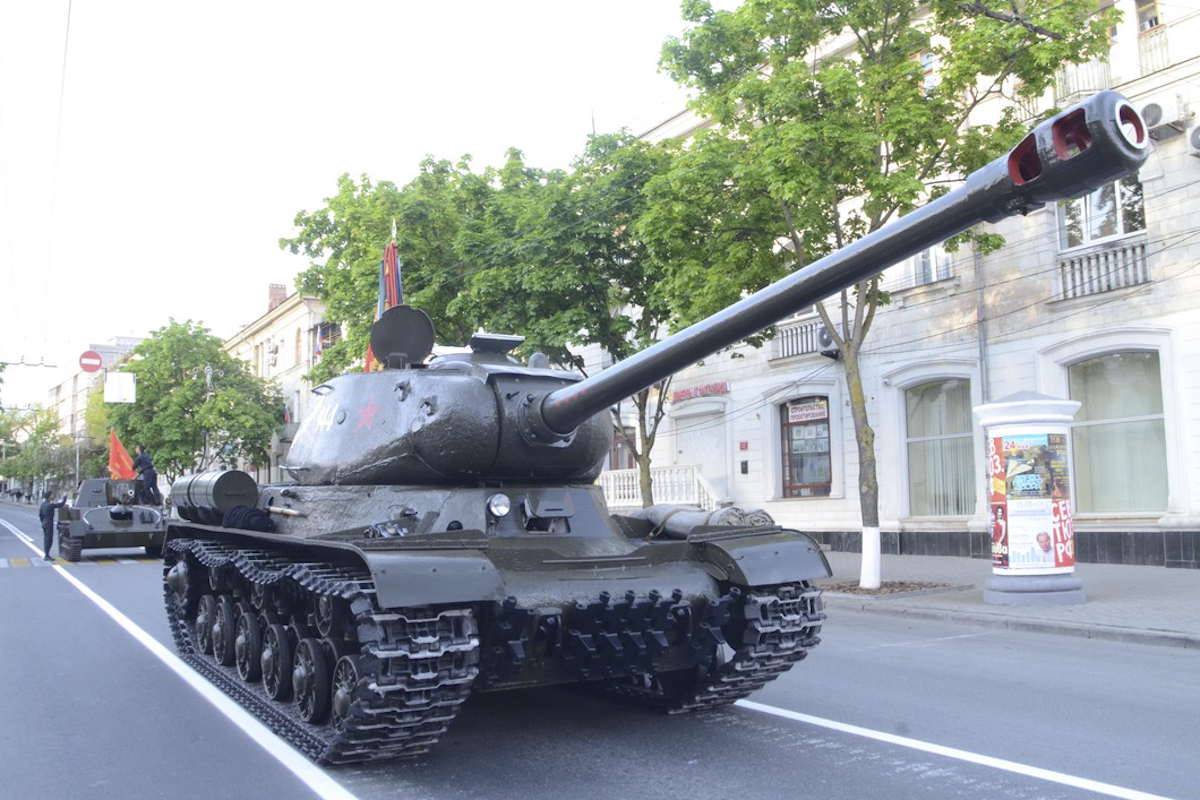
ИС-2 на параде Победы 9 мая 2019 года в г. Севастополь.

Вопрос о боевых эпизодах с участием ИС-2 и немецких тяжёлых танков «Тигр I» или «Тигр II» является одним из наиболее горячо обсуждаемых на форумах военной или компьютерно-игровой направленности. Накал спорящих постоянно поддерживают ссылки на документы тех или иных подразделений РККА или Вермахта, а также мемуары военачальников и танкистов той эпохи. В них, как правило, фигурируют десятки и сотни уничтоженных или подбитых ИС-2 и «Тигров». Однако при этом следует учитывать то обстоятельство, что и с той, и с другой стороны имели место многочисленные приписки и ошибки в определении типа вражеской техники; более того, зачастую не сходятся место, время и подразделения, участвовавшие в бою. Поэтому наиболее достоверными источниками являются не реляции о числе подбитой и уничтоженной вражеской техники, а отчёты об имеющейся материальной части и донесения трофейных команд. Зачастую списание уничтоженной техники официально происходит позже, чем бой, в котором она была потеряна, а отправленные в ремонт подбитые танки могут не считаться за безвозвратные потери и это вносит дополнительные сложности в точный учёт исхода того или иного боя. По результатам анализа документов, известные историки М. Б. Барятинский и М. Н. Свирин утверждают о довольно немногочисленных эпизодах противостояния «Тигров» и ИС-2. Это не удивительно, поскольку тяжёлые танки прорыва не предназначены, в общем случае, для боя с тяжёлыми танками. Наиболее известными эпизодами с доказанным участием этих танков являются бои 71-го ОГвТТП с «Тиграми II» 501-го тяжёлого танкового батальона под Оглендувом и столкновение под Лисувом. В обоих случаях обе стороны понесли тяжёлые потери, например, под Оглендувом погиб командир 71-го ОГвТТП гвардии подполковник Юдин, а его полк потерял сгоревшими 3 ИС-2 и ещё 7 подбитыми (из которых 4 были отремонтированы собственными силами полка). В бою под Лисувом погиб командир 424-го тяжелотанкового батальона майор Сэмиш, а сам батальон потерял почти всю матчасть, с советской стороны также погиб командир 61-й танковой бригады Н. Г. Жуков
(по другим, более достоверным данным, в селе Лисув танков ИС-2 не было. В Лисув вошли 2-й батальон 51 Гв тбр 3 Гв ТА и два батальона 2- и 3-й из 61 Гв тбр 4 Гв ТА. Все Т-34/85, которые в основном и выдержали этот бой потеряв при этом 4 танка безвозвратно и 11 танков повреждёнными. О этом говорят отчёты и ЖБД бригады. Но самым красноречивым доказательством является документ, написанный в самом Лисуве зам. начштаба 61 танковой бригады гвардии капитаном Долгополовым: ЦАМО, Фонд: 3159, Опись: 0000001, Дело: 0005, Лист начала документа в деле: 3. Потери немцев в районе Лисув подсчитать сложно. Согласно карте местного краеведа Konrad Maj, основанной на раскопках, было найдено 9 остатков танков Тигр обеих модификаций. Также известно, что около 6 машин были эвакуированы и впоследствии брошены в районах Бурдзов и Моравица).
Широко известный недостаток ИС-2 — малая скорострельность — в реальной обстановке боя оказалась не столь уж влияющим на его исход: лейтенанты Клименков, Беляков и Удалов подбили и уничтожили несколько «Тигров II», причём для вывода из строя последних потребовалось несколько попаданий.
Из воспоминаний Фадина Александра Михайловича (Артём Драбкин — «Я дрался на Т-34»):

Стояли мы в капонирах, вырытых на склоне виноградника. В километре пред нами располагался монастырь. Вдруг из-за каменной стены ограды выползает «Тигр». Остановился. За ним ещё один, потом ещё. Выползло их десять штук. Ну, думаем, — хана, достанут они нас. У страха-то глаза всегда велики. Откуда ни возьмись, идут два наших ИС-2.
Я их в первый раз увидел. Поравнялись с нами, встали. Два «Тигра» отделяются и выходят чуть вперёд, вроде как дуэль. Наши упредили их с выстрелом и снесли обоим башни. А оставшийся — раз, раз и за стену.

### Причины потерь
Достаточно информативен отчёт по боевым действиям 72-го ОГвТТП с 20 апреля по 10 мая 1944 года, в котором детально указываются причины безвозвратных потерь ИС-2 в боях:

Танк № 40247 20 апреля в районе Герасимув попал под артиллерийский обстрел САУ «Фердинанд» с дистанции 1500—1200 м. Экипаж смог ответить одним выстрелом, так как отказал спусковой механизм пушки. Уходя из-под огня САУ, ИС-2 получил 5 попаданий в лобовую часть корпуса, не причинивших ему вреда. В это время другая САУ «Фердинанд» незаметно приблизилась с фланга на расстояние 600—700 м и бронебойным снарядом пробила правый борт танка в районе двигателя. Экипаж покинул остановившуюся машину, которая вскоре загорелась.
Танк № 40255 с расстояния 1000—1100 м получил прямое попадание 88-мм снаряда танка «Тигр» в нижний передний наклонный броневой лист, в результате чего был пробит левый топливный бак, механик-водитель ранен осколками брони, а остальные члены экипажа получили лёгкие ожоги. Танк сгорел.
Танк № 4032, после того как выдержал с дистанции 1500—1000 м три попадания из танка «Тигр» в корпус спереди, был уничтожен огнём другого «Тигра» с расстояния 500—400 м. 88-мм бронебойный снаряд пробил с правой стороны нижний лобовой лист, произошло воспламенение пороха гильзы, а затем и топлива. Танкисты, покинув машину, вынесли раненого механика-водителя в тыл.
Танк № 40260 сгорел от попадания с фланга в левый борт 88-мм снаряда танка «Тигр» с дистанции 500 м. Снаряд разрушил двигатель, танк загорелся, командир танка и наводчик получили ранения.
Танк № 40244 получил прямое попадание бронебойным снарядом из танка «Тигр» с дистанции 800—1000 м в правый борт корпуса. Механик-водитель был убит, а в танке загорелось дизельное топливо, вылившееся из разрушенного правого топливного бака. Танк был эвакуирован и затем взорван сапёрами.
Танк № 40263 сгорел от попадания двух снарядов в борт.
Танк № 40273… получил два прямых попадания: первое — в башню, сразу же за ним второе — в бортовой лист в районе моторного отделения. Боевой расчёт в башне погиб, а механик-водитель был ранен. Танк оставлен на территории противника.
Танк № 40254 был подбит огнём САУ «Фердинанд», находившейся в засаде. Первый снаряд подбашенной коробки не пробил, а вот вторым снарядом был пробит борт корпуса и выведен из строя двигатель. Экипаж эвакуировали, а машина сгорела.

Таким образом, этот документ подтверждает, что пожаробезопасность ИС-2 ухудшалась отмеченным выше размещением топливных баков в обитаемых местах машины, что отчасти компенсировалось худшей воспламеняемостью дизельного топлива по сравнению с бензином. Также рапорты из фронтовых частей свидетельствуют, что подожжённые ИС-2 успешно тушились их собственными экипажами при помощи штатного тетрахлорного огнетушителя. При этом тушение должно было выполняться в противогазах — попадая на раскалённые поверхности, тетрахлорид углерода частично окислялся до фосгена, который является сильнодействующим ядовитым веществом удушающего действия. Уже в то время на танках других стран начали применяться более безопасные углекислотные огнетушители. Как и прочие танки того времени (за редкими исключениями), ИС-2 не отличался взрывобезопасностью из-за расположения боекомплекта в боевом отделении: взрыв боеукладки гарантированно уничтожал танк со всем экипажем.
На 1 января 1944 года в РККА числилось 102 танка ИС-85 и ИС-122, из них на фронтах — 0. Безвозвратные потери за год составили:
| январь-февраль | март | апрель | май | июнь | июль | август | сентябрь | октябрь | ноябрь | декабрь | Всего |
| -------------- | ---- | ------ | --- | ---- | ---- | ------ | -------- | ------- | ------ | ------- | ----- |
| 0              | 34   | 11     | 7   | 19   | 50   | 69     | 62       | 134     | 22     | 17      | 425   |

На 1 января 1945 года в РККА числилось 1914 танков ИС-1 и ИС-2, из них на фронтах — 1266.

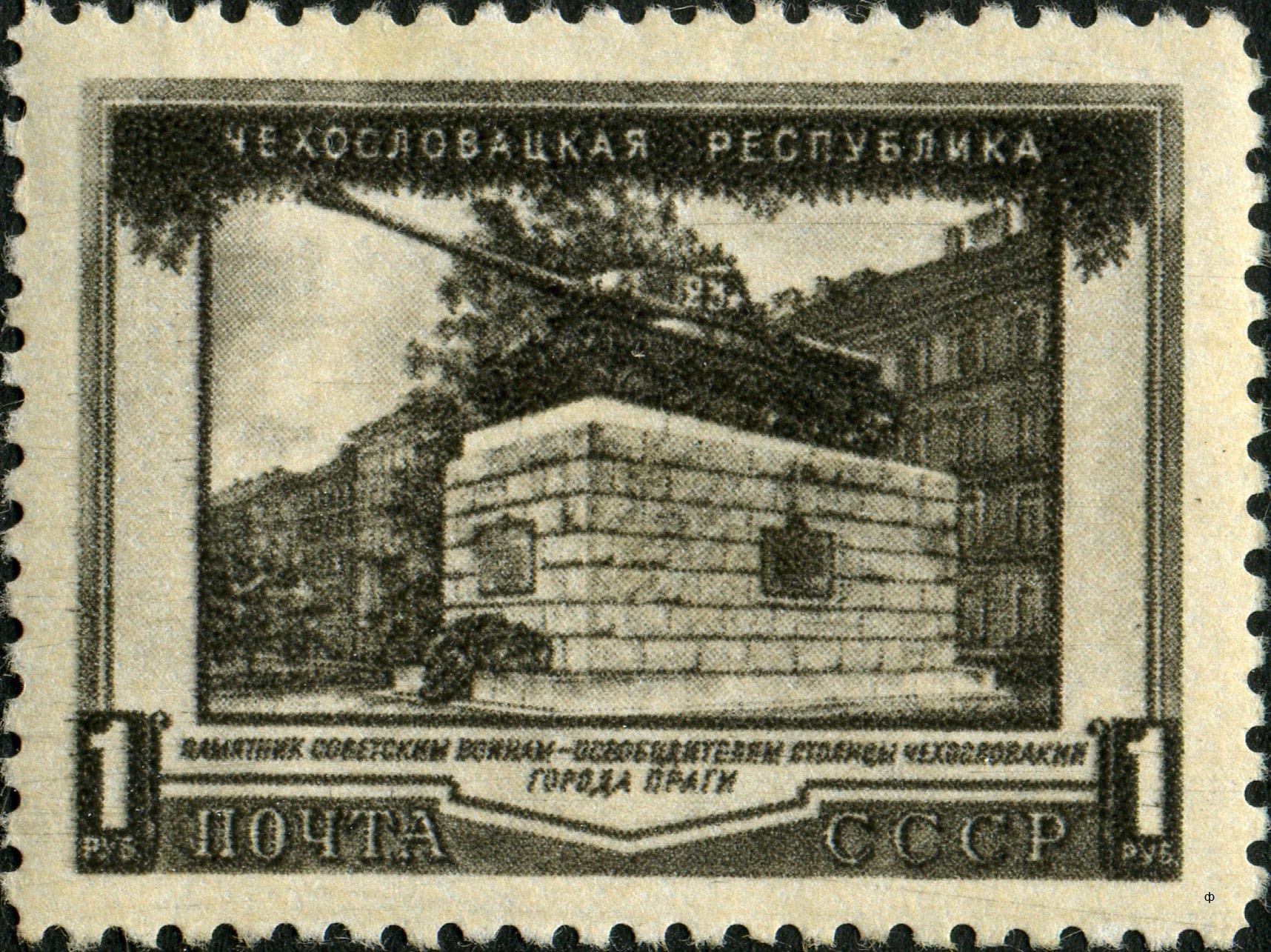
Марка СССР, 1951 г. Памятник советским воинам. Прага. (танк ИС-2)

### ИС-2 в польских и чехословацких частях
Армия Войска Польского получила 71 ИС-2 для формирования 4-го и 5-го полков тяжёлых танков. За время боёв в Померании 4-й полк уничтожил 31 танк противника, потеряв при этом 14 своих. Оба полка принимали участие в Берлинской операции. После войны у поляков осталось 26 танков (при этом 21 машину вернули Красной армии).
Чехословацкие части получили несколько ИС-2 весной 1945 года.

## Оценка проекта

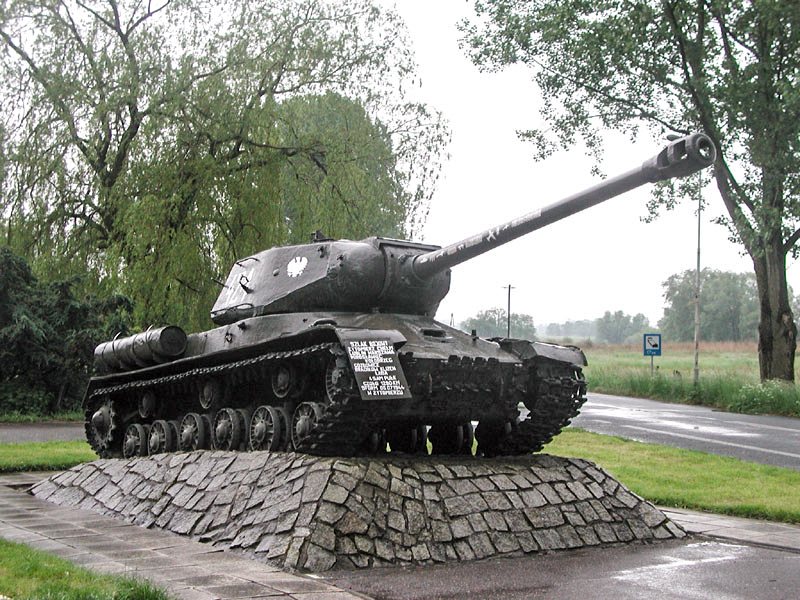
ИС-2 в качестве памятника в Польше

ИС-2 был самым мощным советским танком, участвовавшим в Великой Отечественной войне, и одной из сильнейших машин мира своего времени как в категории по массе 40—50 т, так и в классе тяжёлых танков. Однако оценка данной машины сильно осложняется пропагандой обеих участвовавших в войне сторон и большим количеством послевоенных мифов, так или иначе связанных с идеологической борьбой Советского Союза или против него.
По совокупности мощности вооружения и бронезащиты ИС-2 превосходил все танки второй мировой войны (Телеканал НТВ «Военное дело»), уступая другим по разным отдельным показателям (например, по скорострельности уступал Т-6 «Тигр», по лобовой броне Тигру-2 «Королевский тигр»).
Литые детали корпуса на всех машинах — башня и подбашенная коробка. При нехватке катанной брони, как лобовые детали, так и ряд других изготавливались из литой брони по простым техническим условиям малоквалифицированными рабочими простыми средствами, что повышало реальные возможности по выпуску машин в условиях войны. Такая броня нередко имела дефекты и зачастую грубую поверхность, что дополнительно приводило к отклонениям от расчётной толщины брони в обе стороны. ИС-2 проходили по 1000 км без поломок, а, например, Пантеры понесли огромные небоевые потери (десятки %) по техническим причинам (при гораздо больших затратах на производство и ремонт), и не только во время «Курской битвы».
При всей широкой известности ИС-2, его место среди советских машин достаточно часто подвергается сомнениям с разных сторон. С самого начала ИС-2 в какой-то мере рассматривался руководством ЧКЗ как навязанная сверху машина, тем более что башня со 122-мм орудием вполне ставилась на базу отлаженного в производстве «своего» КВ-85 (опытный вариант КВ-122 с худшей трансмиссией). Несмотря на то, что Ж. Я. Котин был одним из руководителей ЧКЗ, танк ИС, разработанный под его руководством на опытном заводе № 100, воспринимался на ЧКЗ как чужая машина. Как следствие, на ЧКЗ в обстановке секретности велись параллельные работы по созданию «своего» тяжёлого танка, которые в целом были перспективны и небезуспешны; но от этого возникали две большие проблемы: то и дело на свет появлялись проекты и прототипы более совершённых на бумаге тяжёлых танков, чем ИС-2, и доводка последнего шла «со скрипом». Для исправления ситуации народному комиссару танкостроения В. А. Малышеву приходилось использовать административную мощь, чтобы довести выпуск и качество поставляемых в войска ИС-2 до достойного уровня.
Вторым аспектом «ранних» сомнений в правильности пути, выбранного для тяжёлого танка прорыва, является наличие прототипов танка ИС со 100-мм орудиями. Несмотря на более высокую теоретическую скорострельность, 100-мм пушка в 1944 году была не так хороша для тяжёлого танка, как 122-мм пушка Д-25Т. Военный историк М. Н. Свирин приводит следующие причины выбора 122-мм пушки:
- Решающим фактором для выбора Д-25Т он называет то, что к началу выбора артсистемы для вооружения ИС-2 в сентябре 1943 года, пригодных для установки в него 100-мм орудий не было, а другие представленные варианты — 107-мм пушка и гаубицы разных калибров очевидно уступали 122-мм пушке. 100-мм пушка С-34 неоднократно не выдерживала государственных испытаний и к февралю 1944 года всё ещё не была готова для принятия на вооружение. Появившаяся позже Д-10Т после неоднократных доработок была принята на вооружение только 3 июля 1944 года, притом производство бронебойных снарядов к ней началось только в ноябре того же года.
- В танке плотной компоновки, каким был ИС, раздельное заряжание пушки позволяло разместить больший боезапас, чем унитарных снарядов меньшего калибра, как это ни парадоксально. Унитарный патрон был длинным по сравнению с отдельными снарядом и гильзой, максимум что с ним удавалось сделать — разместить 36 100-мм патронов, из которых 6 практически не могли быть доставлены к пушке (хранились рядом с местом механика-водителя). Боекомплект же 122-мм пушки составлял 28 выстрелов и в ряде случаев доводился до 42.
- Второй кажущийся парадокс 100-мм унитарного патрона — практически тот же темп огня, что и при 122-мм раздельном заряжании — следствие всё той же большой длины патрона и стеснённости боевого отделения. На стоянке в спокойной обстановке он действительно выигрывал в скорости заряжания, но в бою заряжание велось в основном в движении танка при значительной тряске, а в таких условиях испытания показали, что выигрыш в скорости заряжания незначителен.
- Часто встречающиеся утверждения, что бронепробиваемость 100-мм пушки выше таковой у 122-мм Д-25Т, основаны на таблицах стрельбы середины 1950-х годов, а в 1944 году по этому параметру орудия были равноценны при действии по советской броне, а при обстреле немецких танков с бронёй повышенной хрупкости 122-мм снаряд по эффективной дальности пробития 85-мм наклонной брони (верхняя лобовая деталь «Пантеры») чуть ли не вдвое превосходил 100-мм за счёт большей массы и кинетической энергии (немецкие 75-мм и 88-мм снаряды обладали ещё худшим действием по немецкой броне, то есть даже при отсутствии легирующих элементов немецким металлургам удалось добиться достойной стойкости брони против калиберных бронебойных снарядов среднего калибра). Кроме того, фугасная и осколочная мощь 122-мм снаряда были ощутимо сильнее, чем у 100-мм.

Исходя из этих предпосылок, можно утверждать, что ИС-2 был единственным советским тяжёлым танком, который по совокупности своих боевых и эксплуатационных свойств мог удовлетворить требованиям РККА второй половины войны по проведению наступательных операций с преодолением мощной и глубоко эшелонированной обороны. Для адекватного противодействия ИС-2 противнику требовались тяжёлые противотанковые средства, которые, как правило, являлись дорогостоящими, трудно восполняемыми и далеко не всегда наличествующими в конкретном месте в нужное время. То же самое в обратном порядке случилось ранее в 1943 году с массовым применением немцами тяжёлых танков «Тигр», что было учтено советским командованием при разработке тактики применения тяжёлых танков.

## Послевоенная судьба ИС-2

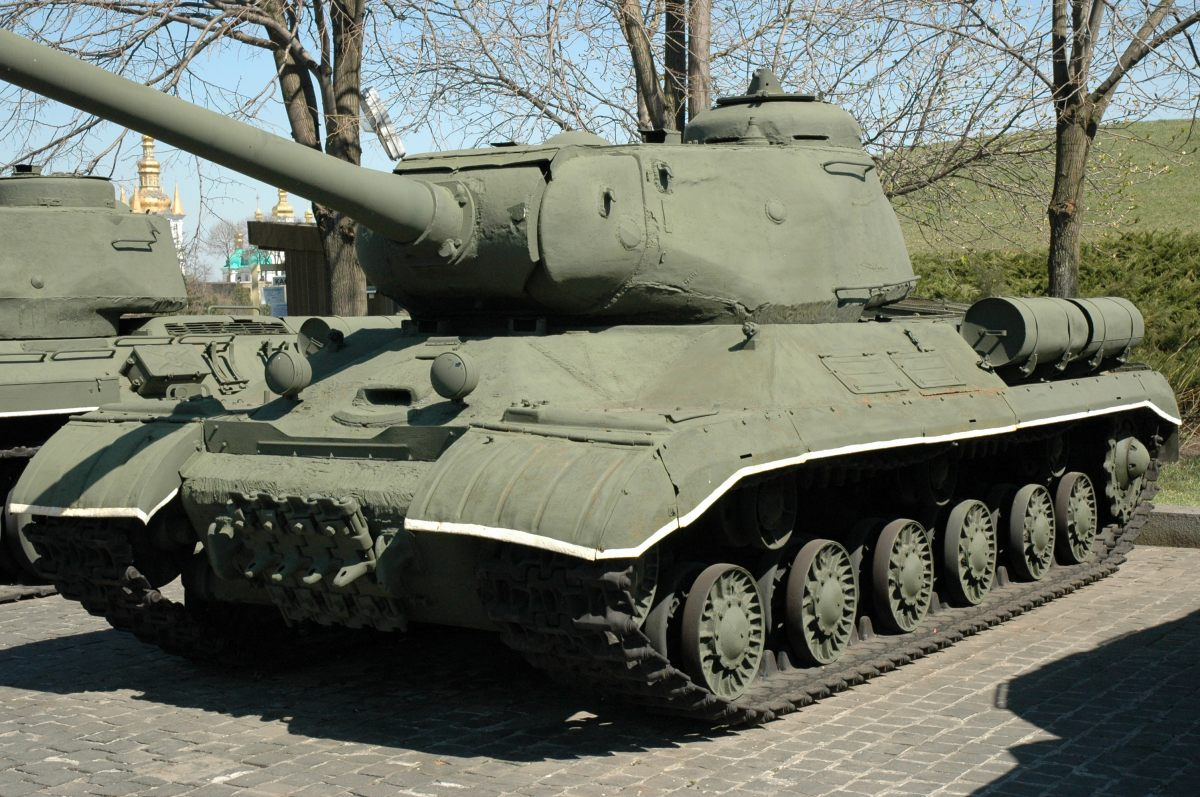
Послевоенная модернизация ИС-2М

ИС-2 участвовали в Корейской войне — встречаются упоминания об использовании ИС-2 Народно-освободительной армией Китая, но без каких-либо подробностей. Согласно данным российского исследователя Михаила Барятинского, некоторое количество ИС-2 китайцы передали войскам Вьетнамской народной армии (ВНА), которые применяли их в ходе Индокитайской войны. Однако западные источники отмечают, что в ходе этой войны ВНА не использовала бронетехнику. Официальная история ВНА не упоминает танки в перечне имевшегося к моменту окончания войны вооружения и техники, а в перечне воинских частей и подразделений, существовавших в тот же период, отсутствуют бронетанковые. Согласно официальным вьетнамским данным, бронетанковые войска ВНА были созданы в 1959 году, а «боевое крещение» получили в 1968 году.

### ИС-2М
В 1957 году советские ИС-2 прошли капитальный ремонт и модернизацию с целью подтягивания его эксплуатационных характеристик до уровня, соответствующего службе в условиях мирного времени. Работы по модернизации заключались в следующем:
- двигатель В-2ИС был заменён на В-54КИС;
- установлена новая трансмиссия;
- заменены опорные катки и направляющие колёса;
- триплекс механика-водителя заменили призменным перископом, а кроме того, установили прибор ночного видения ТВН-2
- усилили подшипниковые узлы опорных катков и направляющих колёс, изменили сальниковые уплотнения
- введён дополнительный топливный бак;
- боекомплект увеличен до 35 снарядов;
- изменена конструкция башни — в частности, вместо кормового пулемёта установлен вентилятор;
- заменён подъёмный механизм орудия;
- установлена новая радиостанция;
- установлено новое противопожарное оборудование, крылья другой формы, произведён ряд других мелких изменений.

В начале 1960-х годов два полка ИС-2М были поставлены на Кубу; к концу 1990-х годов они всё ещё использовались в береговой обороне этой страны. Тогда же два полка ИС-2М получила КНДР.

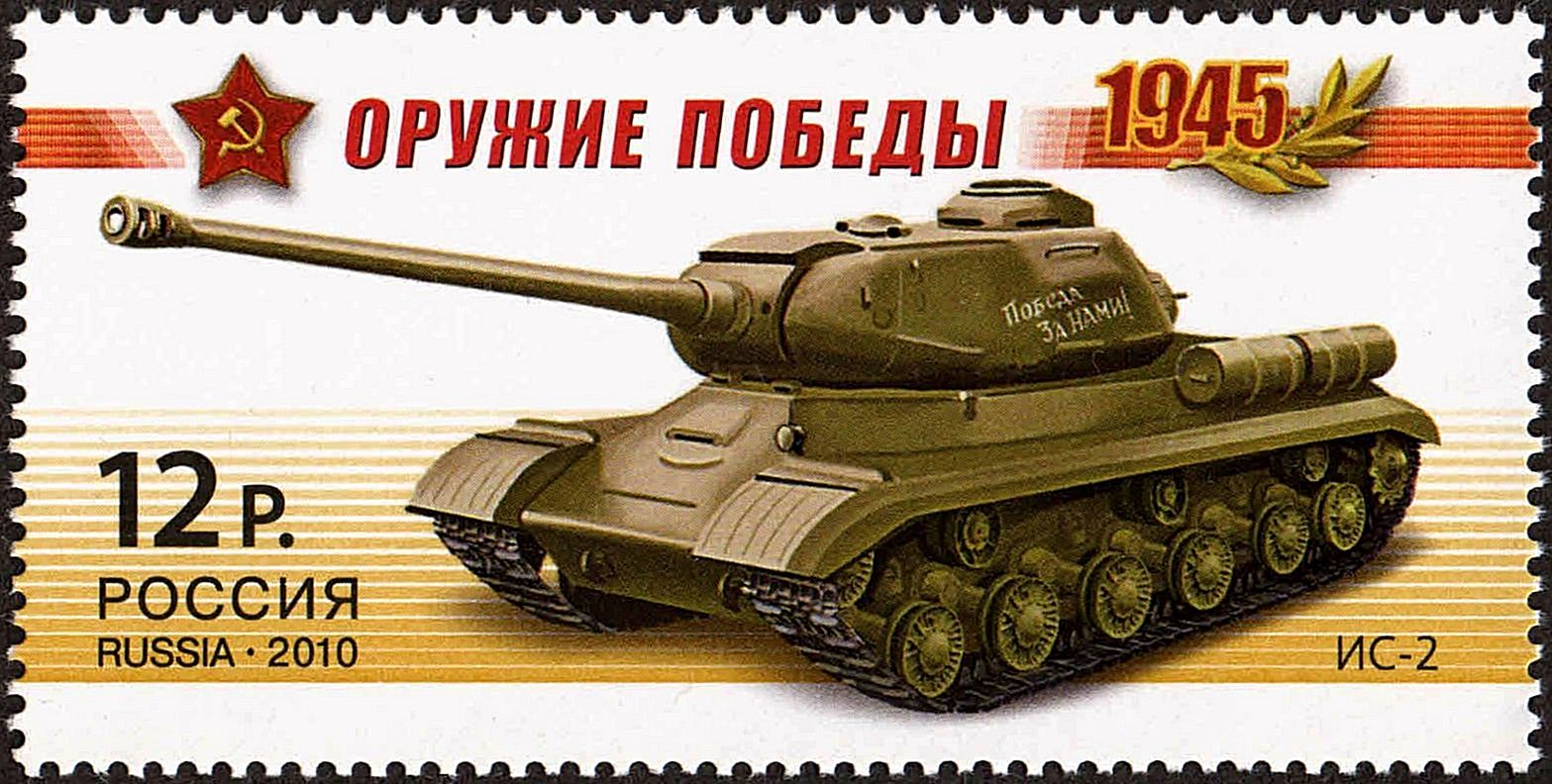
Советский танк ИС-2 на почтовой марке

В СССР ИС-2М долгое время находились на вооружении, с 1960-х годов в основном в резерве. Значительное количество этих танков было установлено на границе с Китайской Народной Республикой в качестве стационарных долговременных пушечных огневых точек. Часть танков использовалась там же как подвижные огневые точки — машины находились в парках, а по тревоге должны были выдвигаться в специально построенные танковые окопы. Тем не менее, танк ИС-2 официально продолжал быть в числе действующих образцов бронетанковой техники, периодически машины этого типа привлекались к учениям (в частности, в 1982 году в Одесском военном округе). Официальный приказ о снятии ИС-2М с вооружения Российской армии вышел лишь в 1993 году. К началу 2000-х годов уцелевшие танки ИС-2 — огневые точки в составе укреплённых районов на российско-китайской границе — стали также разрезаться на металл.

## Сохранившиеся экземпляры
Многие ИС-2 стали экспонатами музеев.
ИС-2 является экспонатом Бронетанкового музея в Кубинке,
представлен в экспозициях музея-панорамы «Сталинградская битва» в Волгограде,
в музее-диораме «Огненная дуга» в Белгороде,
в Музее героической обороны и освобождения Севастополя на Сапун-горе в Севастополе, Музее боевой славы омичей г. Омска,
в Музее отечественной военной истории Истринского района Московской области,
в селе Новопокровка Красноармейского района Приморского края и ряда других музеев.

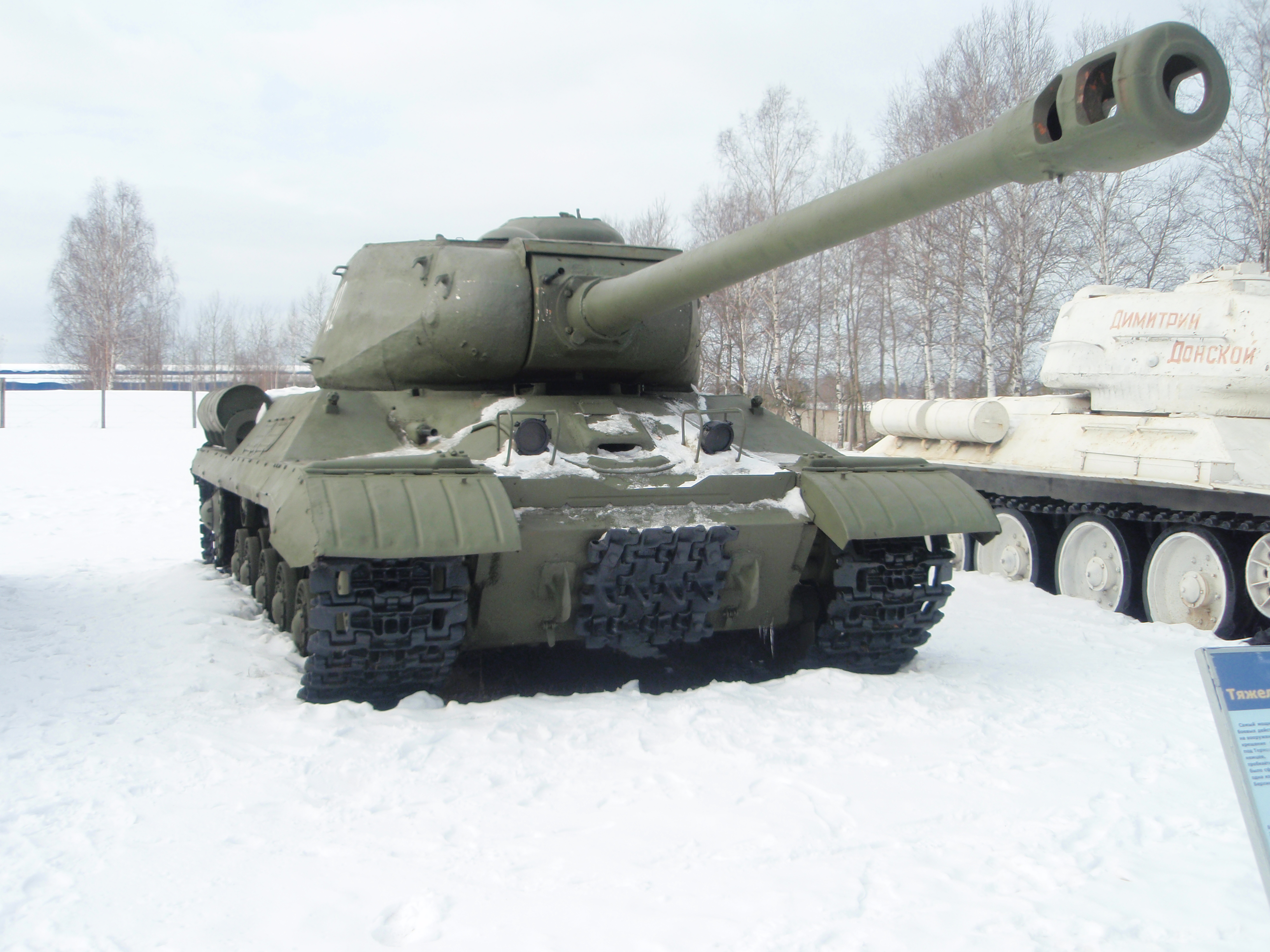
ИС-2М в Бронетанковом музее в Кубинке
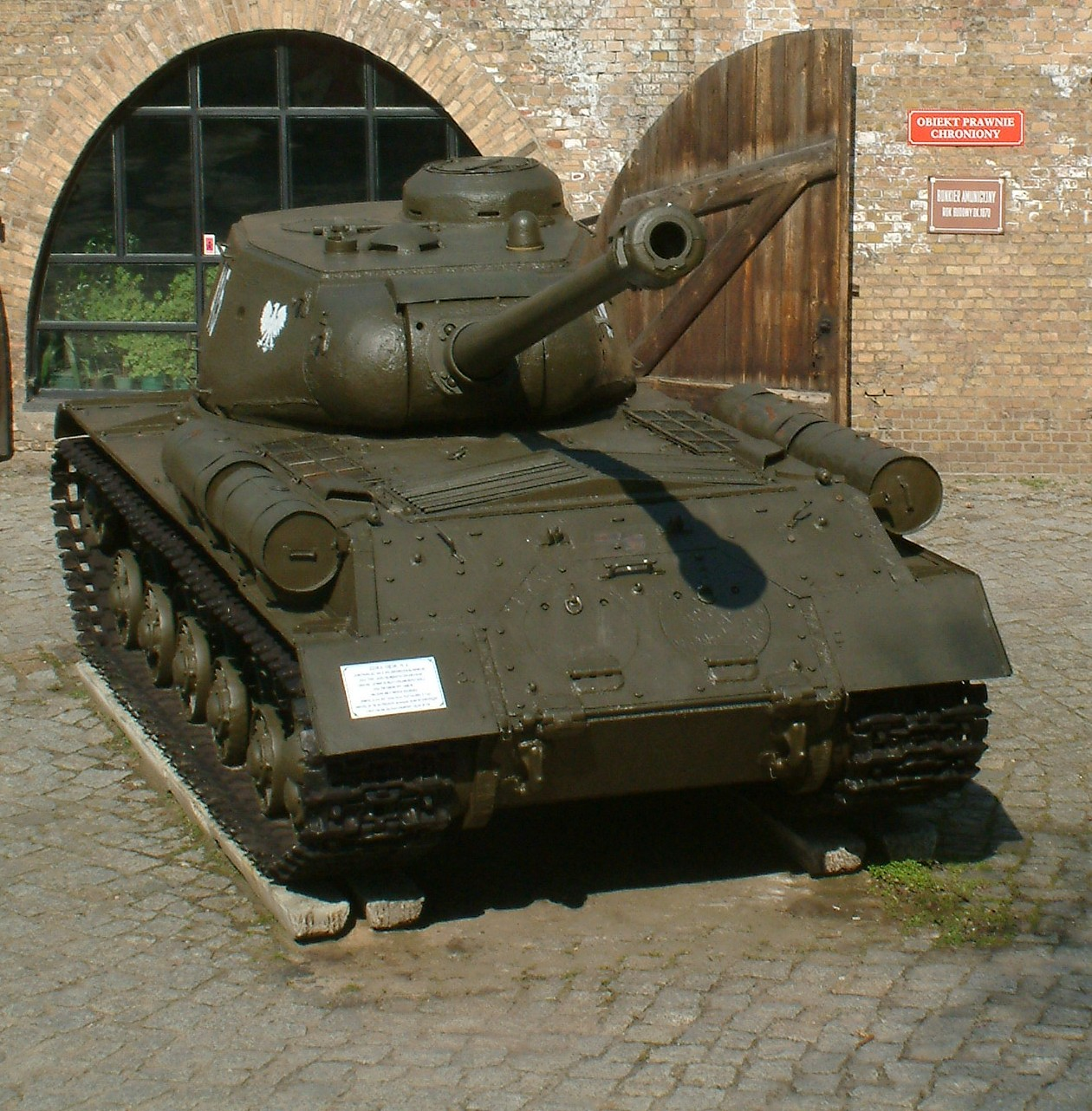
ИС-2 Войска Польского в Познани
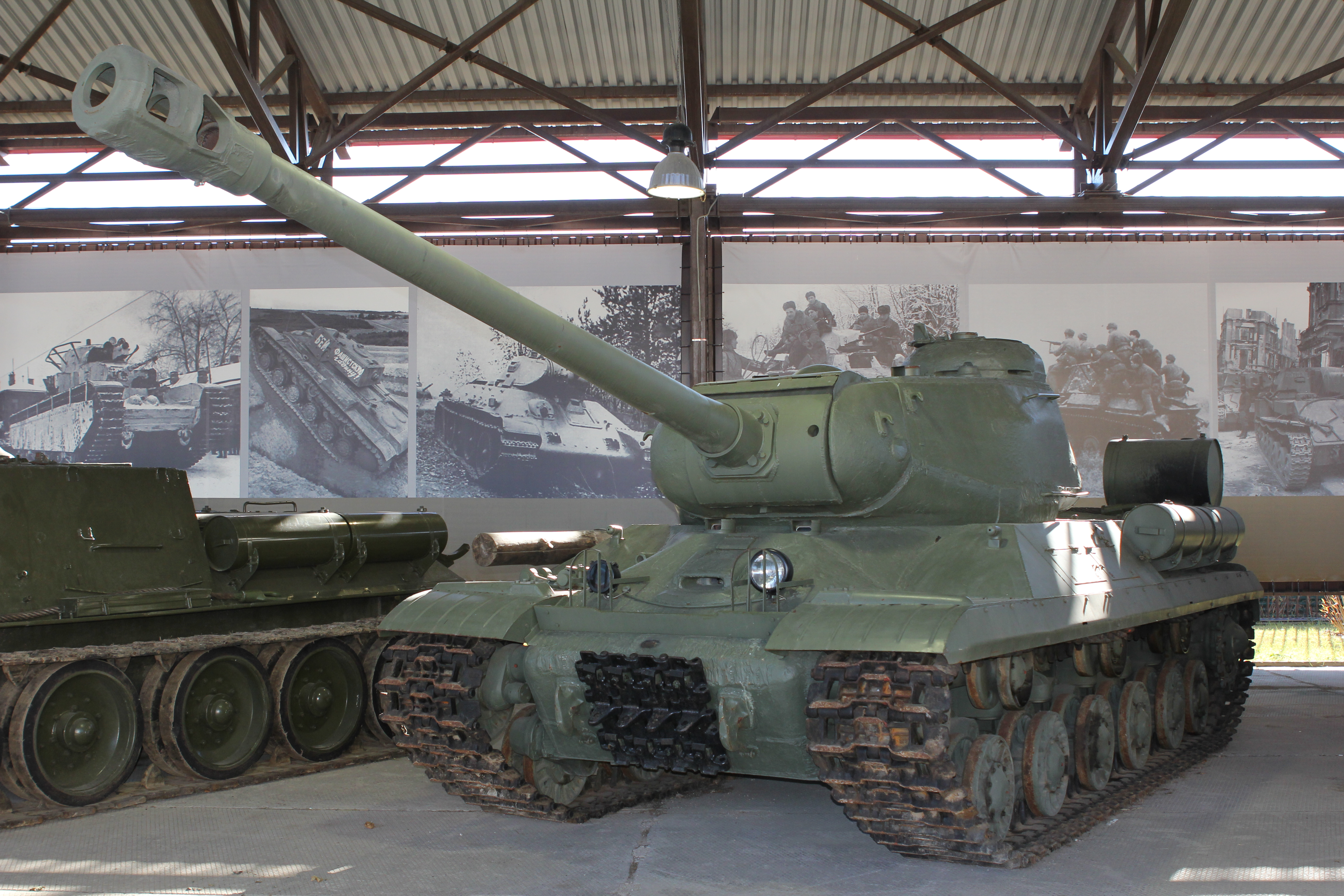
ИС-2М в Музее отечественной военной истории
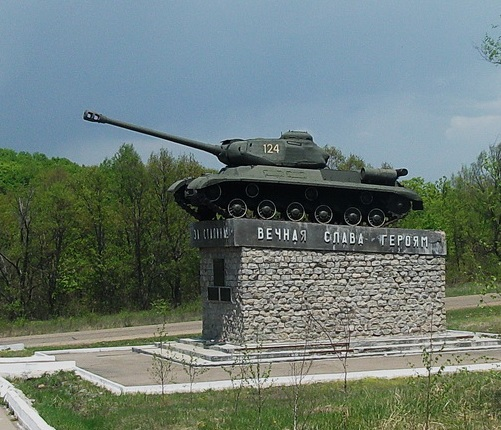
ИС-2 памятник погибшим односельчанам в с. Новопокровка
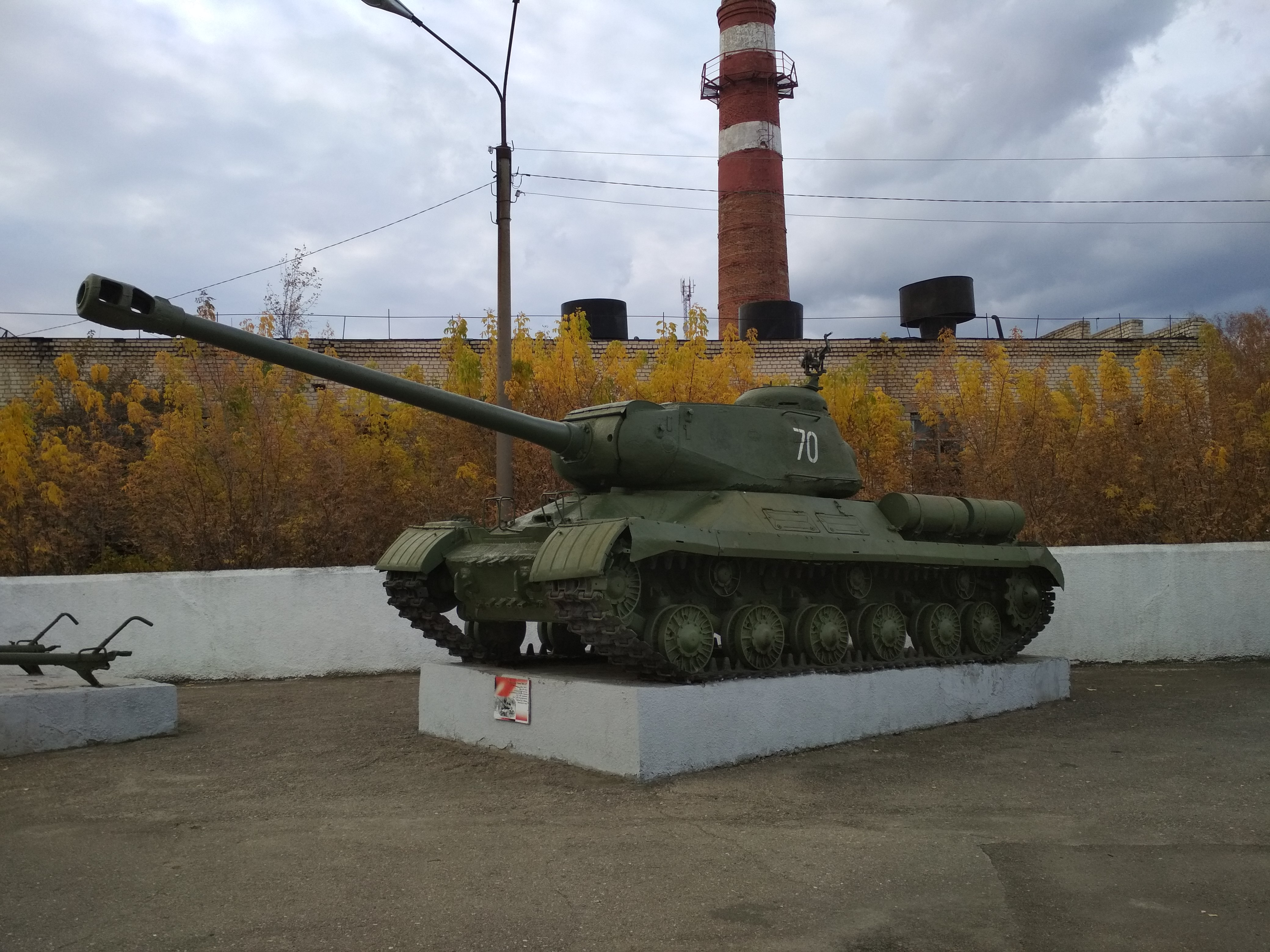
ИС-2М монумент погибшим в войне, посёлок Шатки Нижегородской области

- город Борисов
- пгт Голынец (Могилёвская область)
- город Городок (Витебская область)
- город Гродно, на территории в. ч.
- город Могилёв, мемориал на Буйническом поле

- посёлок Занте: в частном военном музее

- город Биробиджан, Еврейская Автономная область, памятник в сквере пограничников
- город Белгород, Белгородская область, памятник в автопарке местной воинской части
- пгт Вейделевка, Белгородская область
- город Верхняя Пышма, Свердловская область, в музее военной техники под открытым небом
- город Стародубск, Сахалинская область ,на побережье пляжа
- пгт Войсковицы, Ленинградская область, памятник на месте боя экипажа танка З. Г. Колобанова
- город Воронеж, музей-диорама
- станица Горькая Балка, Ставропольский край
- город Гусев, Калининградская область
- город Дзержинск, Нижегородская область, в центральном парке у входа в кукольный театр
- пгт Дубровка, Брянская область
- село Заветное (Ростовская область)
- город Калач-на-Дону, Волгоградская область, возле Хорошева кургана
- город Ковров, Владимирская область, перед военным городком
- село Курсавка, Ставропольский край
- город Лиски, Воронежская область, ул. М. Жукова
- город Малокурильское, о. Шикотан, Сахалинская область
- город Москва, памятник перед военкоматом в Серебряном Боре (корпус танка пуст)
- город Мурманск, Мурманская область, в долине славы
- город Навля, Брянская область
- город Невель, Псковская область
- город Нижнекамск, Татарстан
- город Новомосковск, Тульская область
- село Новопокровка Красноармейского района, Приморский край
- город Оса, Пермский край
- деревня Одинок, Орловская область
- деревня Падиково, Московская область, Истринский район в Музее отечественной военной истории
- село Петровское, Тамбовская область
- город Пильна, Нижегородская область
- пгт Погар, Брянская область
- пгт Подгорное, Воронежская область
- пгт Покровка, Приморский край
- пгт Полтавка, Приморский край
- пгт Поныри, Курская область, местечко Тёплое, северный фас Курской дуги
- пгт Рамасуха, Брянская область
- город Санкт-Петербург, на территории Кировского завода
- город Саров, Нижегородская область, возле нового корпуса Дома творчества школьников (Дворца пионеров) по ул. Ф. Ф. Ушакова[33]
- пгт Сосновый Бор, Республика Бурятия[34]
- город Стародуб, Брянская область
- село Хотьково, Калужская область
- город Черкесск, Карачаево-Черкесская Республика, Пятигорское шоссе
- пгт Шатки, Нижегородская область
- город Щёкино, Тульская область
- город Юхнов, Калужская область
- город Южно-Сахалинск, музей бронетанковой техники на площади Славы
- город Чита, парк дома офицеров

- город Душанбе, место танка называется ослиные уши возле вкд[что?]

- село Вовчик, Лубенский район, Полтавская область
- город Гребёнка, Полтавская область
- село Дмитровка (Шахтёрский район), Донецкая область
- село Должок (Погребищенский район), Винницкая область
- город Дубно, Ровенская область
- село Заньки (Житомирская область)
- город Изюм, Харьковская область
- город Камень-Каширский, Волынская область
- город Локачи, Волынская область
- город Корсунь-Шевченковский, Черкасская область
- пгт Мурованые Куриловцы, Винницкая область
- город Никополь, Днепропетровская область
- город Погребище, Винницкая область
- город Полонное, Хмельницкая область
- город Ровно
- город Ставище, Киевская область

- город Джанкой
- город Севастополь, мемориальный комплекс на Сапун-горе

## В массовой культуре

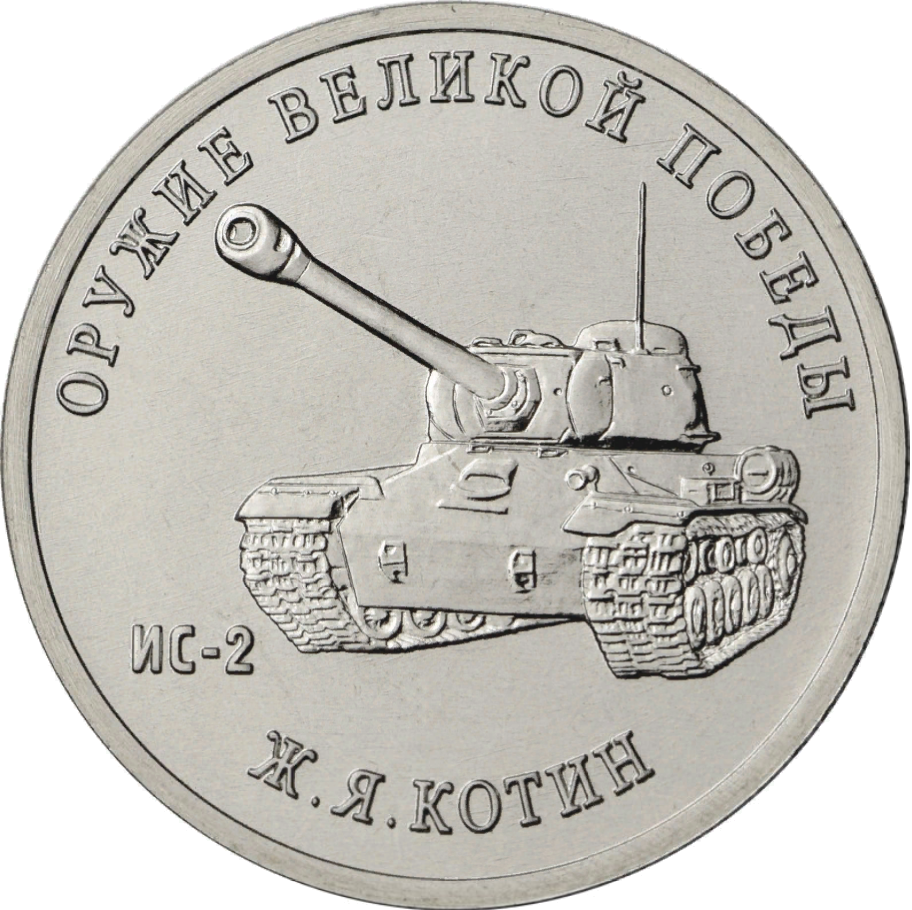
Конструктор Ж. Я. Котин, танк ИС-2. Монета банка России — серия: «Оружие Великой Победы (конструкторы оружия)», медно-никелевый сплав, 25 рублей, 2019 год

### Кинематограф
ИС-2 использовался при съёмках следующих картин:
- «Блокада» (изображал КВ-1, но без «грима», просто подразумевалось, что это КВ, поскольку действие происходило в 1941-м).
- «Отец солдата».
- «Танк „Клим Ворошилов-2“» — загримирован под КВ-2.
- «На войне как на войне» — загримирован под Pz.V «Panther».
- «Белый тигр» — переделан под Pz.VI «Tiger».

### Мультипликация
- Использовался командой «Правда» в анимационном сериале (аниме) «Girls und Panzer»

### Компьютерные игры

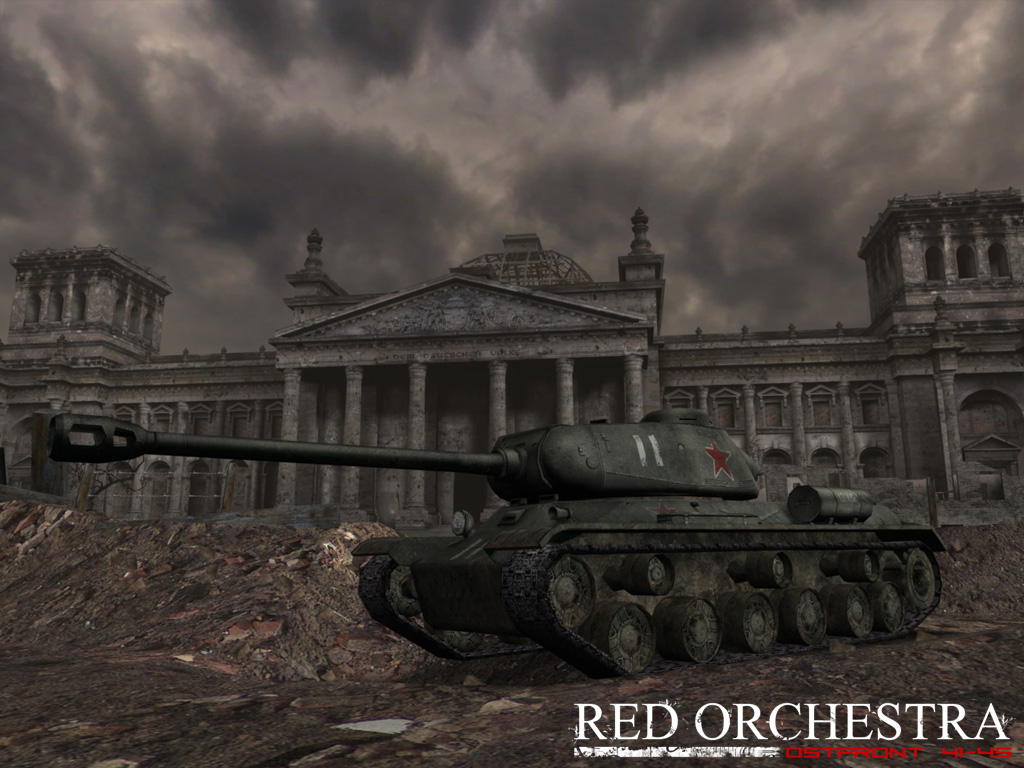

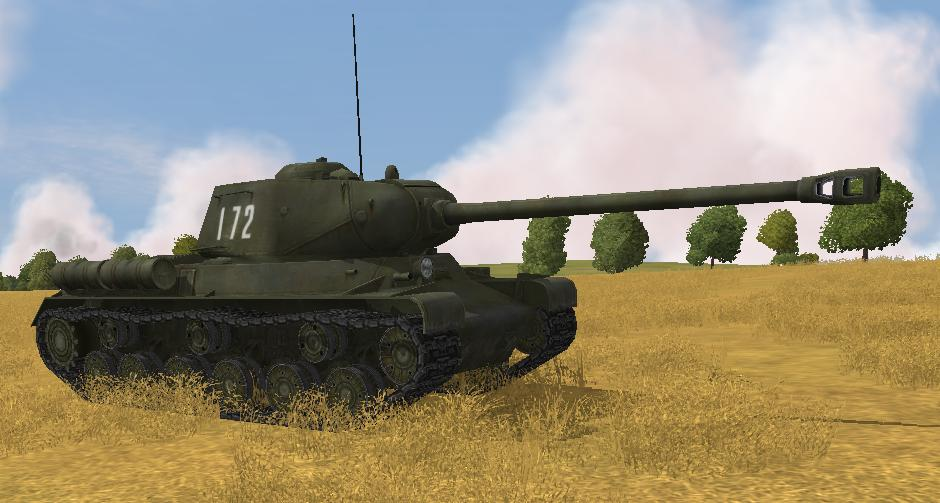
ИС-2 в компьютерной военной игре «Вторая мировая»

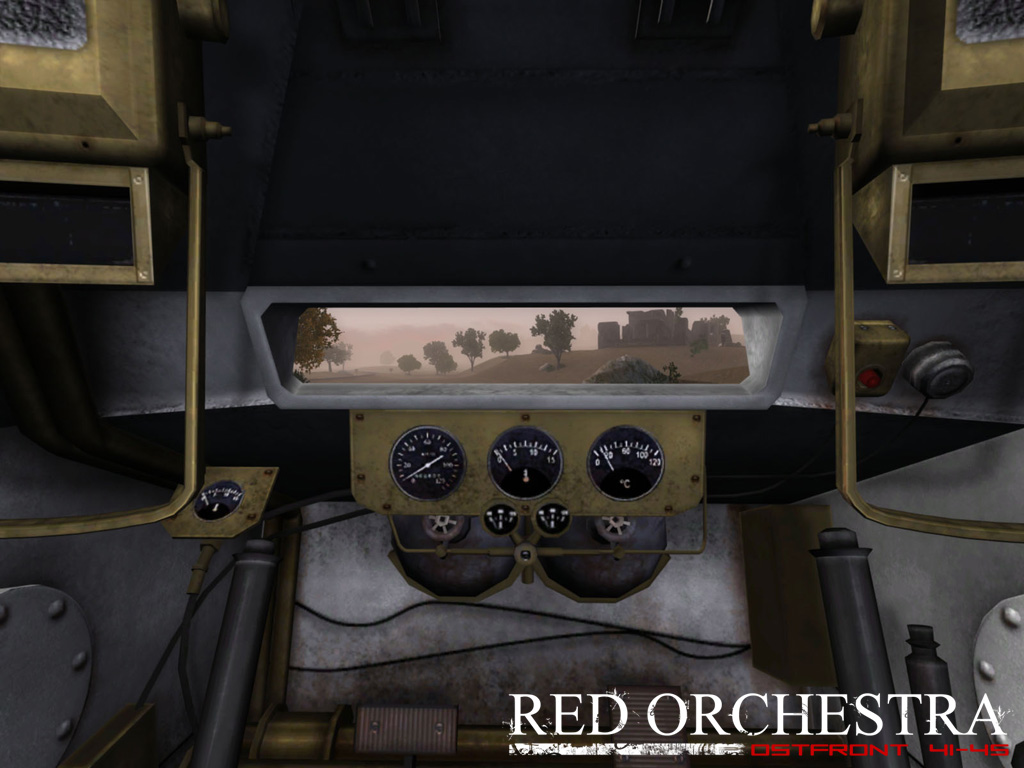
Вид изнутри танка в игре «Red Orchestra: Ostfront 41—45»

ИС-2 фигурирует в достаточно большом количестве компьютерных игр разнообразных жанров в симуляторах бронетанковой и авиатехники (в качестве цели), в стратегиях реального времени и в пошаговых стратегиях.
ИС-2 можно увидеть в следующих играх — «World of Tanks»(6 экземпляров 7 уровня: За СССР ИС-2(премиумный), ИС-2Э(премиумный), ИС-2М(премиумный),ИС-2Ш(ИС-М), ИС-2-II и за Китай IS-2), «War Thunder» (7 экземпляров: За СССР ИС-2 образца 1943 г., ИС-2 образца 1944 г., ИС-2 «Месть за брата героя»(премиумный), ИС-2 №321(аукционный) и за Китай IS-2, IS-2 mod 1944 и IS-2 №402(премиумный)), «Heroes and Generals», «Red Orchestra: Ostfront 41—45», «Ил-2 Штурмовик», «Блицкриг», «Блицкриг II», «Блицкриг 3», «Карибский кризис», «Panzer General», «Panzer General III: Scorched Earth», «Sudden Strike», «Sudden Strike 2», «Sudden Strike 3: Arms For Victory», «Sudden Strike 4», «Codename: Panzers Phase One», «Codename: Panzers Phase Two», «Company of Heroes 2», «В тылу врага», «В тылу врага 2», «Order of War», «Вторая мировая», «R.U.S.E.», «Sniper Elite», «Sniper Elite V2», «Sniper Elite: Nazi Zombie Army», «Sniper Elite: Nazi Zombie Army 2», «Zombie Army Trilogy», «Close Combat III: The Russian Front» и его ремейке "Close Combat: Cross of Iron, «Hearts of Iron III», «Hearts of Iron IV» и «War Selection»,«War Thunder»
Отражение тактико-технических характеристик бронетехники и особенностей её применения в бою во многих компьютерных играх часто далеко от реальности.

### Игры на Android
ИС-2 можно встретить в следующих играх на Android — Wild tanks online, Armored Aces, War Boxes, World of Tanks «Blitz»,War thunder mobile.

### Стендовый моделизм
Масштабные копии ИС-2 выпускаются рядом фирм-производителей модельной продукции. Широко доступна пластмассовая сборная модель ИС-2 фирмы «Звезда» в масштабе 1:35. Этот набор соответствует ИС-2 со спрямлённой лобовой бронёй и достаточно долго присутствует в каталоге выпускаемой «Звездой» модельной продукции. Однако модель не совсем точно воспроизводит прототип и подвергается критике со стороны некоторых моделистов.
Наиболее точной моделью в масштабе 1:35 и второй широко доступной моделью является JS-2 (Josef Stalin) японской фирмы Tamiya; модель обладает точной геометрией и достойным воспроизведением мелких деталей, за что пользуется большой популярностью среди опытных моделистов.
Модель ИС-2 в масштабе 1:72 производится итальянской компанией Italeri.
Летом 2013 года стала доступна новая модель компании «Звезда» ИС-2 в масштабе 1:72; модель сделана под позднюю версию с пулемётом на крыше башни и со спрямлённой верхней лобовой деталью.
Также модель ИС-2 из картона в масштабе 1:25 выпускается польской фирмой Modelik.
Чертежи для самостоятельной постройки модели неоднократно публиковались в журналах «Моделист-конструктор», «М-Хобби», «Бронеколлекция» и др.
В 2016 году китайская фирма Trumpeter выпустила модель танка ИС-1, а следом и ИС-2 в трёх вариантах; ценовая категория выше среднего, но на данный момент это самые свежие наборы, а не перепаковка модели данного танка.